# Liste der Baudenkmäler in Burghausen

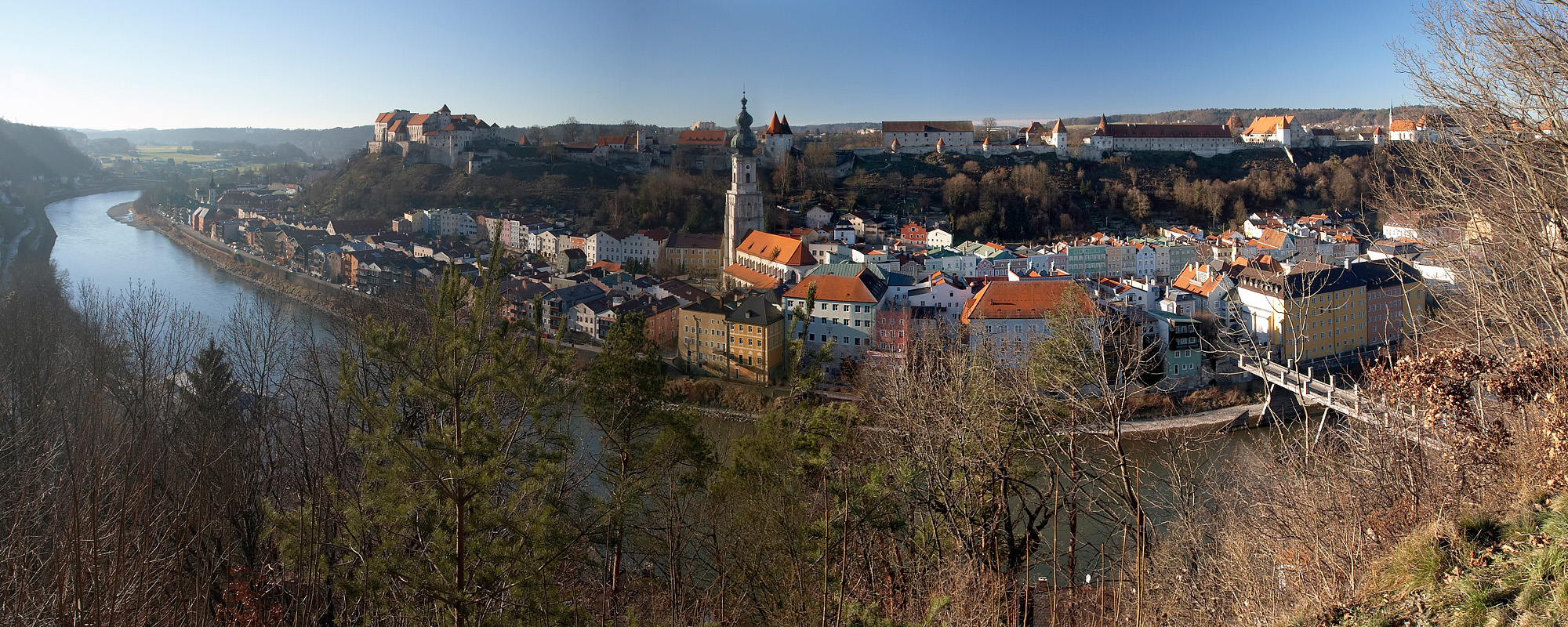
Burghausen, Blick über Altstadt und Burg

Auf dieser Seite sind die Baudenkmäler in der oberbayerischen Stadt Burghausen zusammengestellt. Diese Tabelle ist eine Teilliste der Liste der Baudenkmäler in Bayern. Grundlage ist die Bayerische Denkmalliste, die auf Basis des Bayerischen Denkmalschutzgesetzes vom 1. Oktober 1973 erstmals erstellt wurde und seither durch das Bayerische Landesamt für Denkmalpflege geführt wird. Die folgenden Angaben ersetzen nicht die rechtsverbindliche Auskunft der Denkmalschutzbehörde.

## Ensembles

### Ensemble Altstadt Burghausen

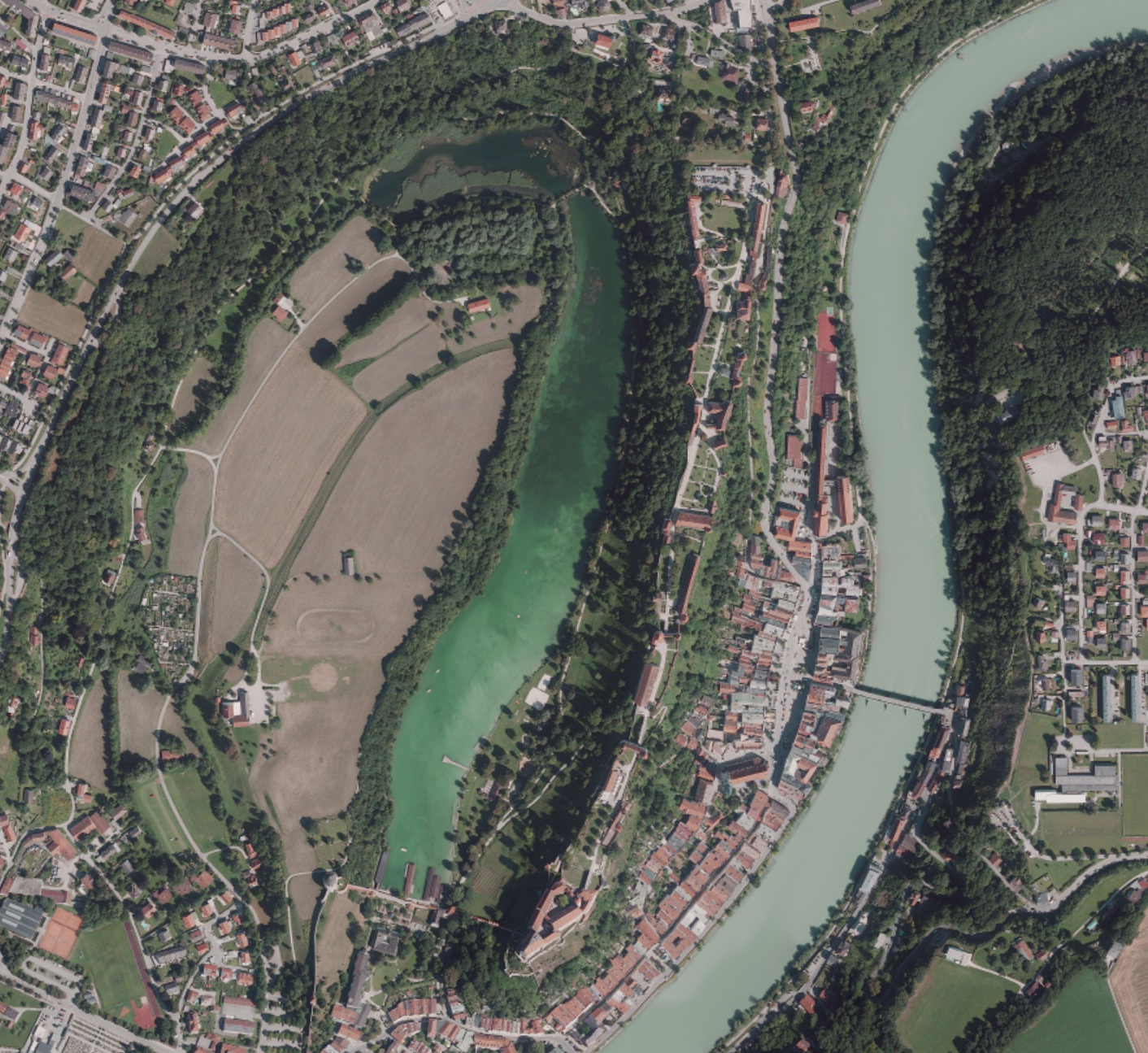
Burghausen mit Wöhrsee von oben

Die Altstadt von Burghausen liegt in dem tief ins Moränenland eingeschnittenen Tal der Salzach. Etwa in Höhe von Raitenhaslach steigt der Westrand des Talbodens in zwei Stufen zur Hochterrasse an. Auf der unteren Stufe breitet sich die südliche Vorstadt St. Johann aus. In vorgeschichtlicher Zeit floss die Salzach noch weiter westlich als heute und bildete um den Eggenberg eine langgezogene Schleife; der Wöhrsee ist ein letzter Rest dieses ehemaligen Flussbettes. Die einmalige geologische Situation bot sich schon früh zur Anlage einer Burg auf dem steil abfallenden Nagelfluhrücken an, der in der Folgezeit noch eine städtische Ansiedlung im Tal zwischen Salzach und Burgberg folgte.
Die erste urkundliche Erwähnung von Burghausen reicht bis in das Jahr 1025 zurück. In diesem Jahr verschenkte die Kaiserin-Witwe Kunigunde von ihrem Witwengut Ötting den vierten Amtssitz des Reichsguts an der Grenze der Ostmark, genannt „Purchusun“, sowie hier Forste an das Hochstift Salzburg. Diese Schenkung wurde jedoch von Kaiser Konrad II. nicht anerkannt, da es sich dabei um unveräußerliches Reichsgut gehandelt hatte. Aus einer Eintragung im Chronicon Salisburgense lässt sich erschließen, dass um das Jahr 1100 die Grafschaft Burghausen dem Grafen Sighard aus dem Pfalzgrafengeschlecht der Aribonen gehörte, der hier als „comes de Burchhusen“ bezeichnet wird.
Fixpunkte für die Anlage der ersten Siedlung waren wohl in erster Linie die Burg und der Brückenübergang über die Salzach. Der Fahrweg zwischen diesen beiden Punkten dürfte möglicherweise sogar die nördliche Begrenzung des ältesten Siedlungsraums gebildet haben. Der Verlauf dieser Linie lässt sich im Stadtgrundriss noch ziemlich klar ablesen; sie zog sich vermutlich an der Nordseite des Hauses Stadtplatz 106 hin, wobei man annehmen muss, dass der frühere Brückenstandort wahrscheinlich etwas weiter stromauf, das heißt etwa in Höhe dieses Hauses Stadtplatz 106 lag. Der Weg überquerte dann den Stadtplatz und folgte dem Verlauf des Geistwirtgassls aufwärts und erreichte über den Burgsteig die Burg.
Die südliche Grenze des ältesten Siedlungskerns dürfte etwa in Höhe der Häuser In den Grüben 130 und 132 verlaufen sein. Der Absatz in der Häuserflucht der Grüben, der auch heute noch an dem hangseitig gelegenen Haus klar zu erkennen ist, könnte dadurch seine Erklärung finden. Die katholische Pfarrkirche St. Jakob, das heißt ihr frühester Vorgängerbau, wird also schon damals innerhalb des Siedlungsraumes gestanden haben. Auch eine Bebauung im Bereich des Burgsteigs wäre zu diesem Zeitpunkt bereits denkbar.
Der Grundriss des heutigen Stadtplatzes erweckt den Eindruck einer planmäßigen Anlage und ist annähernd den Stadtplätzen von Mühldorf a. Inn, Neuötting (Ludwigstraße) und Landshut (Altstadt und Neustadt) vergleichbar. Für Burghausen fehlen jedoch leider schriftliche Belege dafür, dass der Landesherr hier bei der Stadtanlage planmäßig vorgegangen ist. Es bleibt also nur die Möglichkeit anhand von Indizien, die sich aus dem Stadtgrundriss und der Bebauung selbst ergeben, Rückschlüsse auf die Entwicklung des städtischen Gebildes von Burghausen zu ziehen.
Außer der Ansiedlung im Bereich des heutigen Stadtplatzes muss es wohl schon in der 1. Hälfte des 12. Jahrhunderts in der Gegend des heutigen Platzls ein Haus gegeben haben, in dem die Maut erhoben wurde. In Verbindung mit diesem Mauthaus hat man sich den Anlegeplatz für die Schiffe und vielleicht noch einige Fischer- und Schiffsknechthütten zu denken. Im Jahr 1180 wurde Friedrich aus dem Holz mit der Maut zu Burghausen belehnt. Das Schloss, das sich später die reiche Familie der „Mautner“ baute, muss an der Stelle gestanden haben, wo jetzt noch das ehemalige kurfürstliche Mautamtshaus steht. Im Volksmund wird heute dieses als das „Mautnerschloß“ bezeichnet. Die Ansiedlung um das Mauthaus dürfte erst nach und nach mit dem ältesten Siedlungskern von Burghausen, der im Bereich des südlichen Teils des Stadtplatzes zu suchen ist, zusammengewachsen sein.
Über die Stadterweiterung nach Süden hin, die noch ins Hochmittelalter zurückreicht, sind wir dagegen durch den am 6. April 1335 von Herzog Heinrich XIV. ausgestellten Freibrief besser unterrichtet. Diese Erweiterung umfasste demnach die ganze Spitalvorstadt mit der heutigen Spitalgasse, Kapuzinergasse, Mautnerstraße, Wöhrgasse und der Mittergasse. Im Süden der Stadt wurden eine neue Ringmauer errichtet und drei Tore, das Johannistor, der Schaurerturm und das Griestor, eingefügt. Die Planung war so großzügig bemessen, dass bis ins 19. Jahrhundert hinein in Burghausen keine weitere Stadterweiterung mehr notwendig wurde. Die Bebauung war lange Zeit so locker, dass man schließlich noch in der Mitte des 17. Jahrhunderts hier innerhalb der Mauern das Kapuzinerkloster mit seinem großen Garten einfügen konnte. Auch heute noch darf die Bebauung an der Mittergasse als sehr aufgelockert bezeichnet werden. Das Gebiet zwischen dem Pulverturm auf dem Eggenberg und dem Westrand der Bebauung an der Mautnerstraße blieb sogar bis zur Mitte unseres Jahrhunderts völlig unbebaut. Hier befanden sich früher nur Wiesen und Gemüsegärten. Heute stehen hier die großen Neubauten der Heilig-Geist-Spitalstiftung.
Bei der ersten Teilung der wittelsbachischen Lande fiel Burghausen an Herzog Heinrich von Niederbayern (1255–1290), der Burghausen zu seiner zweiten Residenz bestimmte. 1307 erfolgte die erste schriftliche Fixierung der Burghauser Stadtrechte, wobei auf ältere Privilegien und bereits geübtes Recht zurückgegriffen wurde. 1322 wurde dann dem Rat der Stadt die gleichen Rechte wie jenem in der Hauptstadt Landshut eingeräumt. Vom 15. bis zum Ende des 18. Jahrhunderts war Burghausen ununterbrochen Sitz eines Rentamtes (älterer Ordnung). Nach dem Friedensschluss von Teschen im Jahr 1779 fiel aber das Innviertel an Österreich, wodurch die Stadt Burghausen in eine Randlage gerückt wurde und sein Umland für den Handel und Verkehr zu einem beträchtlichen Teil einbüßte. Bis zum Jahr 1802 bestand in Burghausen ein Vicedomamt respektive Rentamt, das erst mit Dekret vom 29. Januar 1802 aufgelöst wurde. Im September 1803 erfolgte die Errichtung eines Landgerichts und eines Rentamtes neuer Ordnung. 1808 wurde aber Burghausen noch zum Sitz der Regierung des Salzach-Kreises bestimmt. Am 1. November 1810 wurde dann die Regierung von Burghausen nach Salzburg verlegt. In Burghausen richtete man dafür als Ausgleich ein Appellationsgericht ein. Als 1816 das Innviertel und Salzburg wieder österreichisch wurden, kam für kurze Zeit das Kreis-Commissariat noch einmal nach Burghausen zurück. Die Regierung zog dabei in das damals aufgelassene Kloster der Englischen Fräulein ein. Schließlich erfolgte im Jahr 1817 die Aufhebung der Regierung des Salzach-Kreises. Regierung und Appellationsgericht verließen für immer die Stadt. Heute gehört Burghausen dem Landkreis Altötting an und ist eigene Untere Denkmalschutzbehörde.
Aktennummer: E-1-71-112-1

## Baudenkmäler nach Ortsteilen

### Burghausen
| Lage                                                                           | Objekt | Beschreibung | Akten-Nr.               | Bild                                                                                                |
| ------------------------------------------------------------------------------ | --- | --- | ----------------------- | --------------------------------------------------------------------------------------------------- |
| Am Bichl 163 (Standort)                                                        | Wohnhaus | zweigeschossiger Satteldachbau mit sechs Fensterachsen in unregelmäßigen Abständen, an der Westseite kleiner Treppengiebel und angesetzte Stützpfeiler, im Kern wohl noch 17. Jahrhundert | D-1-71-112-2 Wikidata   | Wohnhaus                                                                                            |
| Am Bichl 164 (Standort)                                                        | Wohnhaus | zweigeschossiger Satteldachbau mit Treppengiebel und angesetzten Stützpfeilern, im Kern noch 16. Jahrhundert | D-1-71-112-3 Wikidata   | Wohnhaus                                                                                            |
| Am Bichl 165 a (Standort)                                                      | Wohnhaus | dreigeschossiger Satteldachbau mit Treppengiebel, im Kern 16. Jahrhundert | D-1-71-112-4 Wikidata   | Wohnhaus                                                                                            |
| Am Pulverturm 22 (Standort)                                                    | Bauernhof, sogenanntes „Tennmeistergütl am Eggenberg“                                                                                           | Dreiseithof; Bauernhaus, zweigeschossiger Satteldachbau mit Putzgliederung, erste Hälfte 19. Jahrhundert; östlich Stadel, zweigeschossiger Satteldachbau, wohl 19. Jahrhundert; südlich Stallstadel, zweigeschossiger Satteldachbau, ehemals mit Tennentor, wohl 19. Jahrhundert; Torbogen; Privatkapelle, wohl Anfang 19. Jahrhundert | D-1-71-112-237 Wikidata | weitere Bilder                                                                                      |
| Barbarinostraße 3 (Standort)                                                   | Grabstein | des Subdiakons Nikolaus Rehling (gestorben 1664); in der Hausmauer eingelassen | D-1-71-112-7 Wikidata   | BW                                                                                                  |
| Bruckgasse 102, Stadtplatz 101 d (Standort)                                    | Skulptur Bayerischer Löwe | trägt das Wappen des Königreichs Bayern, Betonguss, 1904 | D-1-71-112-366 Wikidata | Skulptur Bayerischer Löwe                                                                           |
| Bruckgasse 102, Stadtplatz 101 d (Standort)                                    | Ehemaliges Zollamt, jetzt Wohn- und Bürogebäude                                                                                                 | dreigeschossiges Eckhaus mit Satteldach, geschweiftem Knickgiebel in neubarocker Form und zweistöckigem Kastenerker, rückwärtiger Anbau dreigeschossig mit doppelstöckiger Loggia, 1904/05 | D-1-71-112-5 Wikidata   | weitere Bilder                                                                                      |
| Bruckgasse 104 (Standort)                                                      | Gasthaus zur Brücke | dreigeschossiges Eckhaus, mit Schiefer gedecktes Mansarddach, Neurenaissancefassade, nach 1881 | D-1-71-112-6 Wikidata   | Gasthaus zur Brücke                                                                                 |
| Burg (Standort)                                                                | Uhrturm mit Brunnenhaus | zweite Hälfte 15. und 17. Jahrhundert. Die Besonderheit der Uhr ist, dass der große Zeiger die Stunden und der kleine Zeiger die Minuten angibt. | D-1-71-112-53 Wikidata  | weitere Bilder                                                                                      |
| Burg 1 (Standort)                                                              | Ehemalige Rentmeisterei (Nordteil des Gebäudes), bis 1955 evangelische Kirche, seit 1983 Fotomuseum Burghausen                                  | langgestreckter dreigeschossiger Bau mit Satteldach und Dachreiter, an der Westseite angesetzter, bis zum Erdboden abgemauerter Erker, im Kern zum Teil noch spätmittelalterlich, sonst 18. und 19. Jahrhundert; an die Befestigungsmauer angebaut | D-1-71-112-9 Wikidata   | weitere Bilder                                                                                      |
| Burg 3 (Standort)                                                              | Ehemalige Rentmeisterei (Südteil des Gebäudes)                                                                                                  | Wohnhaus, zweigeschossiger Satteldachbau, Wetterschutzvordach von Hippolyt Widmaier, um 1910, im Kern wohl zum Teil noch spätmittelalterlich, sonst von 1855; Bildstock aus Rotmarmor mit achtkantigem Schaft, im Vorgarten von Burg 3, wohl 16. Jahrhundert; | D-1-71-112-10 Wikidata  | Ehemalige Rentmeisterei (Südteil des Gebäudes)                                                      |
| Burg 5 (Standort)                                                              | Wohnhaus | zweigeschossiger Satteldachbau, angebaut an den Rest des sogenannten „Kanzlerturms“, im Kern wohl zum Teil noch spätmittelalterlich, sonst von 1855; an die Befestigungsmauer angebaut | D-1-71-112-10 Wikidata  | Wohnhaus                                                                                            |
| Burg 6 (Standort)                                                              | Wohnhaus | zweigeschossiger Satteldachbau, im Kern 19. Jahrhundert; an die Befestigungsmauer angebaut | D-1-71-112-13 Wikidata  | Wohnhaus                                                                                            |
| Burg 7 (Standort)                                                              | Sogenanntes Christophstor | stichbogiger Torbogen als Zugang zum fünften Vorhof der Burg, im Kern mittelalterlich, an der Außenseite das Wappen von Bayern; angebaut kleiner zweigeschossiger Pultdachbau, wohl ehemaliges Torwartshaus, im Kern wohl erste Hälfte 16. Jahrhundert, umgebaut im 18. Jahrhundert oder Anfang 19. Jahrhundert | D-1-71-112-14 Wikidata  | weitere Bilder                                                                                      |
| Burg 8 (Standort)                                                              | Wohnhaus | zweigeschossiger Satteldachbau, im Kern 19. Jahrhundert; an die Befestigungsmauer angebaut | D-1-71-112-15           | Wohnhaus                                                                                            |
| Burg 9 (Standort)                                                              | Wohnhaus | langgestreckter dreigeschossiger Bau mit Satteldach, das an der Westseite zum Teil abgeschleppt ist, im Kern zum Teil noch spätmittelalterlich; an das Christophstor angebaut, mit Marienfigur an der Ostseite, vor 1874 | D-1-71-112-16 Wikidata  | Wohnhaus                                                                                            |
| Burg 10 (Standort)                                                             | Wohnhaus | zweigeschossiger Satteldachbau mit Schmiedearbeiten von Hippolyt Widmaier, um 1910, im Kern 19. Jahrhundert; an die Befestigungsmauer angebaut | D-1-71-112-17 Wikidata  | Wohnhaus                                                                                            |
| Burg 11 (Standort)                                                             | Ehemalige Rentschreiberei mit dem sogenannten „Rentschreiberturm“                                                                               | dreigeschossiger Bau mit verschiedenartig gestalteten Walmdächern, die Westfront umgebaut 1844, an der Nordostecke sogenannter „Rentschreiberturm“, dreigeschossiger Wehrturm mit Walmdach, im Kern spätmittelalterlich; nach Norden hin Rest der alten Wehrmauer mit zwei Schwalbenschwanzzinnen; Anbau, als Garage genutzt, eingeschossiger, hakenförmiger Satteldachbau, Mitte 19. Jahrhundert | D-1-71-112-18 Wikidata  | Ehemalige Rentschreiberei mit dem sogenannten „Rentschreiberturm“                                   |
| Burg 12 (Standort)                                                             | Wohnhaus | zweigeschossiger Pultdachbau um 1900; die Westseite des Hauses an die Burgmauer angebaut | D-1-71-112-19 Wikidata  | Wohnhaus                                                                                            |
| Burg 13 (Standort)                                                             | Ehemaliges Hofzimmermeisterhaus mit dem sogenannten „Zimmermeisterturm“                                                                         | zweigeschossiger mehrgliedriger Baukörper mit Walmdächern, an der Nordseite dreigeschossiger Wohn- und Wehrturm, mit Kegeldach, im Kern spätmittelalterlich | D-1-71-112-20 Wikidata  | Ehemaliges Hofzimmermeisterhaus mit dem sogenannten „Zimmermeisterturm“                             |
| Burg 14 (Standort)                                                             | Ehemaliges Rentbotenhaus, jetzt Wohnhaus | freistehender zweigeschossiger Walmdachbau, im Kern noch vor 1661, sonst wohl 19. Jahrhundert | D-1-71-112-21 Wikidata  | Ehemaliges Rentbotenhaus, jetzt Wohnhaus                                                            |
| Burg 15 (Standort)                                                             | Ehemaliges Hofkaminkehrerhaus mit dem sogenannten „Röhrenkehrerturm“                                                                            | zweigeschossiger Befestigungsturm mit kegelförmiger Turmspitze und angebautem Wohntrakt, im Kern noch spätmittelalterlich, sonst 1973/74 durchgreifend erneuert und umgestaltet | D-1-71-112-22 Wikidata  | Ehemaliges Hofkaminkehrerhaus mit dem sogenannten „Röhrenkehrerturm“                                |
| Burg 16 (Standort)                                                             | Wohnhaus | zweigeschossiger Walmdachbau mit Eckerker, über dem Eingang Kreuzigungsdarstellung auf Blechtafel, bezeichnet mit dem Jahr 1716, im Kern noch spätmittelalterlich; an die Befestigungsmauer angebaut | D-1-71-112-23 Wikidata  | Wohnhaus                                                                                            |
| Burg 17 (Standort)                                                             | Ehemaliges Hofkastenamtshaus mit dem sogenannten „Kastnerturm“                                                                                  | dreigeschossiger Walmdachbau, an der Westseite zweigeschossiger Anbau mit Walmdach und Tuffsteinerker an der Nordseite, östliche Außenmauer im Kern zum Teil noch spätmittelalterlich, sonst Ende 17. Jahrhundert, Umbau 1966–69 | D-1-71-112-24 Wikidata  | Ehemaliges Hofkastenamtshaus mit dem sogenannten „Kastnerturm“                                      |
| Burg 18 (Standort)                                                             | Ehemaliges Forstgericht mit dem sogenannten „Forstmeisterturm“                                                                                  | mehrgeschossiger Wehrturm mit quadratischem Grundriss und Zeltdach, an der Ostseite verblichenes Wandfresko mit dem Wappen von Kurbaiern und der Jahreszahl 1640, im Kern spätmittelalterlich | D-1-71-112-25 Wikidata  | Ehemaliges Forstgericht mit dem sogenannten „Forstmeisterturm“                                      |
| Burg 19 (Standort)                                                             | Ehemaliges Mesnerhaus zur Burgkapelle St. Maria                                                                                                 | dreigeschossiger Walmdachbau, an das ehemalige Hofkastnerhaus (Burg 17) angebaut, wohl noch 18. Jahrhundert | D-1-71-112-26 Wikidata  | Ehemaliges Mesnerhaus zur Burgkapelle St. Maria                                                     |
| Burg 20 (Standort)                                                             | Wohnhaus, sogenanntes „Hirschenstöckl“ | zweigeschossiger Bau in Giebelstellung, nach Süden zweigeschossiger, traufständiger Anbau, im Kern wohl noch 16. Jahrhundert, sonst nach Umbau der Mitte des 20. Jahrhunderts | D-1-71-112-27 Wikidata  | Wohnhaus, sogenanntes „Hirschenstöckl“                                                              |
| Burg 21 (Standort)                                                             | Äußere Burgkapelle St. Maria, auch „Hedwigskapelle“ genannt                                                                                     | spätgotischer, unverputzter Tuffsteinquaderbau, an der Nordseite Sakristei und Vorhalle, Westturm mit spitz zulaufendem Helm, Baumeister wohl Hans Pranthuber, erbaut zwischen 1479 und 1489; mit Ausstattung | D-1-71-112-28 Wikidata  | weitere Bilder                                                                                      |
| Burg 22 (Standort)                                                             | Wohnhaus | zweigeschossiger, traufständiger Satteldachbau, südliche Giebelfront mehrfach gestuft, wohl 19. Jahrhundert; an die Befestigungsmauer angebaut | D-1-71-112-29 Wikidata  | Wohnhaus                                                                                            |
| Burg 23 (Standort)                                                             | Befestigungsturm, sogenannter „Gärtnerturm“, jetzt Aussichtsturm                                                                                | schlichter Bau von quadratischem Grundriss, Zeltdach, im Kern zum Teil wohl noch spätmittelalterlich, sonst durchgreifend im Obergeschoss in der Mitte des 20. Jahrhunderts erneuert | D-1-71-112-30 Wikidata  | Befestigungsturm, sogenannter „Gärtnerturm“, jetzt Aussichtsturm                                    |
| Burg 24 (Standort)                                                             | Ehemaliger Stadel, sogenannter „Zimmererstadel“                                                                                                 | langgestreckter zweigeschossiger Satteldachbau, gemauerter Südtrakt mit Wohnteil, Nordtrakt als Schuppen ausgebildet, in Holzkonstruktion, vor 1661; an die Befestigungsmauer angebaut | D-1-71-112-31 Wikidata  | Ehemaliger Stadel, sogenannter „Zimmererstadel“                                                     |
| Burg 25 (Standort)                                                             | Ehemaliges Strafhaus für die weiblichen Gefangenen, sogenanntes „Spinnhäusl“                                                                    | zweigeschossiger Bau mit Satteldach, östlich Rundturm, im Kern wohl noch 16. Jahrhundert, sonst nach Umbau von 1968 | D-1-71-112-32 Wikidata  | Ehemaliges Strafhaus für die weiblichen Gefangenen, sogenanntes „Spinnhäusl“                        |
| Burg 26 (Standort)                                                             | Ehemalige Gerichtsschreiberei mit dem sogenannten „Gerichtsschreiberturm“                                                                       | Wehrturm von quadratischem Grundriss mit Zeltdach, östlich angebaut dreigeschossiger Wohntrakt mit Pultdach, im Kern 16./17. Jahrhundert | D-1-71-112-33 Wikidata  | Ehemalige Gerichtsschreiberei mit dem sogenannten „Gerichtsschreiberturm“                           |
| Burg 27 (Standort)                                                             | Ehemalige Fronfeste | durch stichbogige Tordurchfahrt mit Burg 36 verbunden (ehemaliger Schergenturm mit Torturstube und ehemaliges Eisenamtshaus, siehe Burg 36); Ehemalige Fronfeste mit Arbeits- und Zuchthaus, stattlicher Querbau am Abschluss des vierten Vorhofs der Burg, südlich an die Schildmauer angebaut, zweigeschossiger Satteldachbau, der nördliche Bauteil davon vor 1661, der südliche erst aus dem Umbau des Torbaus entstanden; Gefängnisturm, sogenannter „Hexenturm“, an der Ostseite der Anlage, quadratischer Grundriss und Zeltdach, spätmittelalterlich | D-1-71-112-35 Wikidata  | weitere Bilder                                                                                      |
| Burg 28 (Standort)                                                             | Wehrturm, sogenannter „Benefiziatenturm“ | Wehrturm mit quadratischem Grundriss und Zeltdach, spätmittelalterlich; östlich angebaut das Benefiziatenhaus, zweigeschossiger Pultdachbau, bezeichnet mit dem Jahr 1557 | D-1-71-112-36 Wikidata  | Wehrturm, sogenannter „Benefiziatenturm“                                                            |
| Burg 29 (Standort)                                                             | Ehemaliger Wehrturm, sogenannter „Kornmesserturm“                                                                                               | dreigeschossiger Rundturm mit kegelförmiger Turmspitze und zwei angebauten zweigeschossigen Pultdachbauten, spätmittelalterlich | D-1-71-112-37 Wikidata  | Ehemaliger Wehrturm, sogenannter „Kornmesserturm“                                                   |
| Burg 30 (Standort)                                                             | Ehemaliges Hofkastengegenschreiberhaus mit dem Rest des sogenannten „Kastengegenschreiberturms“                                                 | langgestreckter dreigeschossiger Walmdachbau, im Kern spätmittelalterlich, sonst nach Brand 1805 durchgreifend verändert; Ostfront an der Stelle des früheren Kastengegenschreiberturms um eine Fensterachse vorspringend, an der Hangseite die Turmrundung des früheren Kastengegenschreiberturms noch sichtbar | D-1-71-112-38 Wikidata  | Ehemaliges Hofkastengegenschreiberhaus mit dem Rest des sogenannten „Kastengegenschreiberturms“     |
| Burg 31, 44 (Standort)                                                         | Toranlage, sogenanntes „Georgstor“ | mit ehemaliger Torwachtstube und Türmerwohnung, bestehend aus zwei nach außen gerundeten Türmen mit Kegeldächern, die durch eine hohe Quermauer mit hölzerner Galerie miteinander verbunden sind, Tordurchfahrt stichbogig, an der Nordseite das Allianzwappen Baiern und Polen, spätmittelalterlich | D-1-71-112-39 Wikidata  | weitere Bilder                                                                                      |
| Burg 32 (Standort)                                                             | Wächterhaus, sogenannter „Kastenwächterhäusl“                                                                                                   | erdgeschossiger Wohnbau mit Pultdach, wohl 19. Jahrhundert; an die Befestigungsmauer angebaut | D-1-71-112-40 Wikidata  | Wächterhaus, sogenannter „Kastenwächterhäusl“                                                       |
| Burg 33 (Standort)                                                             | Ehemaliges Handwerkerhaus, Teil der ehemaligen Hofbinderei                                                                                      | erdgeschossiger Walmdachbau, nach 1825; an die Burgmauer angebaut, unter Anbindung eines nach Osten vorgelagerten spätmittelalterlichen Wehrtums mit Zinnenkranz, spätmittelalterlich; an die Befestigungsmauer angebaut | D-1-71-112-41 Wikidata  | Ehemaliges Handwerkerhaus, Teil der ehemaligen Hofbinderei                                          |
| Burg 35 (Standort)                                                             | Ehemaliges Handwerkerhaus, Teil der ehemaligen Hofbinderei                                                                                      | erdgeschossiger Satteldachbau mit niedrigem, langgestrecktem Anbau im Süden, an die spätmittelalterliche Burgmauer angebaut, wohl 19. Jahrhundert; an die Befestigungsmauer angebaut | D-1-71-112-42 Wikidata  | Ehemaliges Handwerkerhaus, Teil der ehemaligen Hofbinderei                                          |
| Burg 36 (Standort)                                                             | Ehemaliger Folterturm, bzw. Schergenturm mit Torturstube und ehemaliges Eisenamtshaus, jetzt Museum                                             | mehrgliedriger Baukörper, bestehend aus zwei- bzw. dreigeschossigen Satteldachbauten, Turm mit Walmdach, spätmittelalterlich; stichbogige Tordurchfahrt, Verbindung zu Burg 27, spätmittelalterlich | D-1-71-112-43 Wikidata  | Ehemaliger Folterturm, bzw. Schergenturm mit Torturstube und ehemaliges Eisenamtshaus, jetzt Museum |
| Burg 37, 39 (Standort)                                                         | Torturm, sogenannter Stephansturm, mit Wehrgang und Zwinger                                                                                     | Torturm mit Zeltdach und ehemalige Torwache (Burg 39), westlich Wehrgang (Burg 37), langgestreckter erdgeschossiger Bau mit Satteldach und Laubengang, am Südende des Burggangs Wandnische, spätmittelalterlich | D-1-71-112-44 Wikidata  | Torturm, sogenannter Stephansturm, mit Wehrgang und Zwinger                                         |
| Burg 38 (Standort)                                                             | Ehemaliges Kaplanhaus, 1509/10 Wohnung von Johannes Turmeier von Avensberg, genannt Aventinus, sogenanntes „Aventinshaus“                       | turmartiges dreigeschossiges Wohnhaus mit sechsstufigem Treppengiebel und Satteldach, an einen Wehrturm angebaut, spätmittelalterlich Siehe auch Burg 50, Burgbefestigung | D-1-71-112-45 Wikidata  | weitere Bilder                                                                                      |
| Burg 40 (Standort)                                                             | Toranlage, sogenannter „Zeugwart- oder Büchsenmeisterturm“                                                                                      | bestehend aus einer ca. 3,5 m starken Quermauer, die von zwei halbrunden vorspringenden Türmen flankiert wird, östlicher Turm mit Zeltdach, westlicher Turm mit Kegeldach, südseitig mit dreigeschossigem Walmdachbau, spätmittelalterlich | D-1-71-112-47 Wikidata  | Toranlage, sogenannter „Zeugwart- oder Büchsenmeisterturm“                                          |
| Burg 41 (Standort)                                                             | Ehemaliger Wehrturm an der Ostseite der spätmittelalterlichen Burgmauer                                                                         | in Höhe des Abschnittsgrabens vor der Hauptburg, in der Anlage noch spätmittelalterlich, um 1970 im Inneren stark verändert; nach Norden anschließend ein Zwinger | D-1-71-112-48 Wikidata  | Ehemaliger Wehrturm an der Ostseite der spätmittelalterlichen Burgmauer                             |
| Burg 42 (Standort)                                                             | Ehemaliger Kornkasten bzw. ehemaliges Zeughaus                                                                                                  | dreigeschossiger unverputzter Tuffquaderbau von längsrechteckigem Grundriss, Satteldach, an der Ostseite Zwerchhäuschen, die Zwischendecken des Baus durch je sieben gemauerte Pfeiler unterstützt, im Kern frühes 15. Jahrhundert, Dachstuhl 1884 erneuert und flacher geneigt, Inschrifttafel am nördlichsten Pfeiler des ersten Obergeschosses von 1427, renoviert 1692 und 1885 | D-1-71-112-49 Wikidata  | Ehemaliger Kornkasten bzw. ehemaliges Zeughaus                                                      |
| Burg 46 (Standort)                                                             | Ehemaliges Brauhaus, dann Pfisterei, jetzt Lokal                                                                                                | langgestreckter erdgeschossiger Bau mit Frackdach, im Kern teilweise noch spätmittelalterlich, sonst nach späteren Veränderungen; Ziehbrunnen, wohl 18./19. Jahrhundert; an die Befestigungsmauer angebaut | D-1-71-112-51 Wikidata  | Ehemaliges Brauhaus, dann Pfisterei, jetzt Lokal                                                    |
| Burg 48, 49 (Standort)                                                         | Burg zu Burghausen | Nach Landshut war Burghausen die wichtigste Burganlage im Bereich der Herzöge von Niederbayern. Die Burganlage hat eine Längsausdehnung von etwa einem Kilometer und ist somit die größte ihrer Art in Deutschland. Die Burganlage ist in mehrere Abschnitte gegliedert: Innerer Burghof (siehe Burg 48); Erster Vorhof (siehe Burg 31/44, 33, 35, 37/39, 41, 46); Zweiter Vorhof (siehe Burg 40, 42); Dritter Vorhof (siehe Burg 36, 38, 29); Vierter Vorhof (siehe Burg 17, 19, 21, 23, 25, 27, 30, 32, 34); Fünfter Vorhof (Burg 1, 3, 4, 5, 6, 7, 8, 9, 10, 11, 12, 13, 14, 15, 16, 18, 20, 22, 24, 26, 28). Hauptburg, auch „Inneres Schloss“ genannt, jetzt Städtisches Museum, sowie Filialgalerie der Bayerischen Staatsgemäldesammlungen – Torbau mit anschließendem Torzwinger, Torhaus im Kern spätgotisch, zwischen 1480 und 1488, im 16. Jahrhundert durchgreifend verändert, gewölbte Tordurchfahrt, unter der Durchfahrt die Jahreszahl 1634, an der Ostseite kleiner zweigeschossiger Bau, der sich auf der älteren Zwingermauer erhebt – weiterer Torbau, bestehend aus Bergfried und Schildmauer mit stichbogiger Durchfahrt, an der Westwand Kopie der Inschriftplatte von 1763/65, eingemauert zwischen 1480 und 1490 – Gebäude für die herzogliche Familie und engerer Hofstaat, mit Palas, bzw. Fürstenbau; Innere Burgkapelle St. Elisabeth; Dürnitzstock; mit Ausstattung; Schatzkammer; Kemenatenstock, 14.–16. Jahrhundert mit späteren Veränderungen; Torbau, mit gemalten Wappen, 1523; fürstlicher Ziergarten, sogenanntes „Gärtl auf der Altan“ – Befestigungsanlagen, Unterer und Oberer Zwinger. Siehe auch Burgbefestigung und Burg 1-42 | D-1-71-112-52 Wikidata  | weitere Bilder                                                                                      |
| Burg 50 (Standort)                                                             | Burgbefestigung (Anlagen ohne Hausnummern), mittelalterlich                                                                                     | Erster Vorhof: :Abschnittsgraben, Ergänzungen 20. Jahrhundert; :Wehrmauer, an der Westseite zum Teil in ihrer ursprünglichen Höhe erhalten; :Reste eines früheren Wehrturmes, an der Südwestecke des Berings; :nordöstlich Zwinger – Zweiter Vorhof: :Abschnittsgraben mit stichbogigem Durchlass, Ergänzungen 20. Jahrhundert; :östlich drei kleine Rundtürme, sogenannte „Pfefferbüchsen“ oder „Torwächter-Türme“, 16./17. Jahrhundert, dazwischen niedrige Mauer; :Mauer mit zwei hohen Schwalbenschwanzzinnen und Durchlass zum Wöhrsee an der Westseite – Dritter Vorhof: :Graben, Ergänzungen 20. Jahrhundert; :Schildmauer; :Wehrmauern, östlich und westlich – Vierter Vorhof: :Wehrmauern an der Westseite zwischen drei und vier Meter hoch, ehemals mit hölzernem Wehrgang – Fünfter Vorhof: :beiderseits Mauerreste, teilweise mit Zinnen, südlich sogenannte „Sauzwinger“; :Mauerreste der in den Boden eingesenkten ehemaligen Roßschwemme; :westliche und östliche Bebauung zum größten Teil an die Befestigungsmauer angebaut bzw. integriert, zwischen Burg 26 und 28 hölzerner Laubengang, wohl noch 18. Jahrhundert – Zugänge: :südöstlich Burgsteig; :nordöstlich Hofberg, 17./18. Jahrhundert – Befestigungsmauern, östlich und westlich, gen Wöhrturm | D-1-71-112-8 Wikidata   | Burgbefestigung (Anlagen ohne Hausnummern), mittelalterlich                                         |
| Burgsteig 21 (Standort)                                                        | Wohnhaus, sogenanntes „Kaplanhaus bei St. Jakob“                                                                                                | viergeschossiges Eckhaus mit Satteldach und Vorschußmauer, im Kern 16. Jahrhundert | D-1-71-112-54 Wikidata  | Wohnhaus, sogenanntes „Kaplanhaus bei St. Jakob“                                                    |
| Burgsteig 25 (Standort)                                                        | Wohnhaus | dreigeschossiger giebelständiger Satteldachbau, um eine Achse aus der Häuserflucht vorspringend, über dem Fenster des ersten Obergeschosses der Ostseite Blechtafel mit verwittertem Heiligenbild, im Kern 16. Jahrhundert | D-1-71-112-58 Wikidata  | Wohnhaus                                                                                            |
| Burgsteig 27 (Standort)                                                        | Ehemaliges Kooperatorenhaus | dreigeschossig, giebelständig, im Kern 16./17. Jahrhundert, renoviert 1953 | D-1-71-112-60 Wikidata  | Ehemaliges Kooperatorenhaus                                                                         |
| Burgsteig 28 (Standort)                                                        | Wohnhaus | freistehender zweigeschossiger Satteldachbau mit hohem Sockelgeschoss, im Kern 17. Jahrhundert | D-1-71-112-61 Wikidata  | Wohnhaus                                                                                            |
| Burgsteig 29 (Standort)                                                        | Sogenanntes „Benefiziatenhaus“, ehemals zum Gotteshaus Heiligkreuz in der Au gehörig                                                            | freistehender dreigeschossiger Bau mit turmartigem Obergeschoss, im Kern wohl 17./18. Jahrhundert | D-1-71-112-62 Wikidata  | Sogenanntes „Benefiziatenhaus“, ehemals zum Gotteshaus Heiligkreuz in der Au gehörig                |
| Burgsteig 31 (Standort)                                                        | Wohnhaus | freistehendes zweigeschossiges Satteldachhaus mit hohem Sockelgeschoss, im Kern wohl noch 17./18. Jahrhundert, sonst 19. Jahrhundert, an der Südostecke angesetzter Stützpfeiler | D-1-71-112-73 Wikidata  | weitere Bilder                                                                                      |
| Curastraße 1 (Standort)                                                        | Ehemaliger Öttinger Torturm | zweigeschossiger Wohn- und Wehrturm, im Kern teilweise noch spätmittelalterlich, Gedenktafel für Franz Carl Cura, gesetzt 1895 | D-1-71-112-63 Wikidata  | weitere Bilder                                                                                      |
| Curastraße 4 (Standort)                                                        | Wohnhaus | zweigeschossiger Pultdachbau, wohl 19. Jahrhundert, unter Verwendung älterer Bauteile errichtet, rückseitig Reste von Befestigungsmauern | D-1-71-112-66 Wikidata  | Wohnhaus                                                                                            |
| Curastraße 5 (Standort)                                                        | Wohnturm, sogenannter „Bauschreiberturm“ oder „Kassierstöckl“                                                                                   | dreigeschossiger Bau mit eingebautem Wehrturm, im Kern zum Teil noch spätmittelalterlich, Wohnteil sonst 19. Jahrhundert | D-1-71-112-67 Wikidata  | Wohnturm, sogenannter „Bauschreiberturm“ oder „Kassierstöckl“                                       |
| Gaußstraße 6 (Standort)                                                        | Rotmarmor-Grabstein | des Jörg Schedlinger und seiner Hausfrau Ursula, nach 1538; Grabstein des Johann Büchler, Pfarrer zu Unterdietfurt (gestorben 1670); Grabstein des Franz Balthasar Hofer, Pfarrer zu Pleiskirchen (gestorben 1746); in der Gartenmauer eingelassen. | D-1-71-112-72 Wikidata  | BW                                                                                                  |
| Geistwirtgaßl 32 (Standort)                                                    | Wohnhaus | zweigeschossiges Satteldachhaus, mit Stützpfeiler am Sockelgeschoss, im Kern wohl 17. Jahrhundert | D-1-71-112-74 Wikidata  | Wohnhaus                                                                                            |
| Geistwirtgaßl 33 (Standort)                                                    | Wohnhaus | zweigeschossiges Satteldachhaus, wohl 19. Jahrhundert, hohes Sockelgeschoss mit angesetzten Stützpfeilern | D-1-71-112-75 Wikidata  | Wohnhaus                                                                                            |
| Geistwirtgaßl 35 (Standort)                                                    | Wohnhaus | dreigeschossiges Satteldachhaus mit Dreiecksgiebel, im Kern wohl noch 18. Jahrhundert | D-1-71-112-77 Wikidata  | Wohnhaus                                                                                            |
| Geistwirtgaßl 35 a (Standort)                                                  | Wohnhaus | zweigeschossiger Satteldachbau mit traufseitigem Holzbalkon und stichbogigem Kellereingang, wohl 19. Jahrhundert | D-1-71-112-78 Wikidata  | Wohnhaus                                                                                            |
| Glockenstraße 3 (Standort)                                                     | Figur des hl. Johann Nepomuk | 18. Jahrhundert, aus der 1804 abgebrochenen Kirche von St. Johann (Vorstadt von Burghausen) stammend | D-1-71-112-80 Wikidata  | Figur des hl. Johann Nepomuk                                                                        |
| Heilig Kreuz (Standort)                                                        | Wegkapelle, sog. Schildbeck-Kapelle | bezeichnet mit dem Jahr 1849 | D-1-71-112-86 Wikidata  | BW                                                                                                  |
| Heilig Kreuz 2 (Standort)                                                      | Rotmarmorgrabplatte für Peter Baumgartner | Sohn des Inhabers der Herrschaft Frauenstein am Inn, erstes Viertel 16. Jahrhundert, Grabsteinfragment eines Mannes (gestorben 1507) und seiner beiden Ehefrauen; Grabstein des Burghauser Regierungsadvokaten Georg Spenger (gestorben nach 1635) und seiner Frau Margarethe (gestorben 1627); Grabstein des Burghauser Bürgers und Bäckers Matthias Mayr; Bauinschrift des Bierbrauers Matthias Veichtl; alle Grabsteine und Inschriftplatten in die Gartenmauer eingelassen | D-1-71-112-82 Wikidata  | BW                                                                                                  |
| Heilig Kreuz 25 (Standort)                                                     | Pfarr-Ökonomie | ehemaliges Mesnerhaus, langgestrecktes zweigeschossiges Wohnhaus mit Krüppelwalmdach und späterem Salettlanbau an der Westseite, um 1840, Salettl um 1910; an der Nordseite Stadel, Satteldachbau mit gemauertem Erdgeschoss, Tennentor, am Torbogen bezeichnet mit dem Jahr 1883; östlich Ökonomiegebäude, Satteldachbau, Ständerbau mit gemauertem Sockel, wohl spätes 19. Jahrhundert; Torbogen | D-1-71-112-83 Wikidata  | Pfarr-Ökonomie                                                                                      |
| Heilig Kreuz 27 (Standort)                                                     | Katholische Kirche Heiligkreuz in der Au, ehemalige Leprosenkirche                                                                              | unverputzter, einschiffiger Tuffquaderbau mit leicht eingezogenem Altarraum und an der Westseite angesetztem Turm, Chor mit 5/8-Schluss, Baumeister Hans Wechselberger, 1477; mit Ausstattung | D-1-71-112-84 Wikidata  | weitere Bilder                                                                                      |
| Heilig Kreuz 35 (Standort)                                                     | Ehemaliges Leprosenhaus bei Heiligkreuz in der Au, jetzt Wohnhaus                                                                               | zweigeschossiger Bau mit Satteldach, im Kern noch 17. Jahrhundert | D-1-71-112-85 Wikidata  | Ehemaliges Leprosenhaus bei Heiligkreuz in der Au, jetzt Wohnhaus                                   |
| Hofberg 63 (Standort)                                                          | Wohnhaus | viergeschossiges Pultdachhaus mit dreistufigem Treppengiebel und Flacherker am ersten Obergeschoss, 16. Jahrhundert | D-1-71-112-88 Wikidata  | Wohnhaus                                                                                            |
| Hofberg 64 (Standort)                                                          | Wohnhaus | dreigeschossiges Satteldachhaus mit dreistufigem Treppengiebel, im Kern wohl noch 16./17. Jahrhundert | D-1-71-112-89 Wikidata  | Wohnhaus                                                                                            |
| Hofberg 66 a, 66 b (Standort)                                                  | Wohnhaus | dreigeschossiges Satteldachhaus mit vierstufigem Treppengiebel, 16./17. Jahrhundert | D-1-71-112-91 Wikidata  | Wohnhaus                                                                                            |
| Hofberg 67 (Standort)                                                          | Ehemaliges Großuhrmacherhaus, jetzt Wohnhaus | dreigeschossiges Pultdachhaus mit Vorschussmauer, Putzgliederung und korbbogigem Werkstattfenster, am ersten Obergeschoss Figurennische mit Nachbildung der Altöttinger Gnadenmadonna und Inschrifttafel, im Kern 16. Jahrhundert. | D-1-71-112-92 Wikidata  | Ehemaliges Großuhrmacherhaus, jetzt Wohnhaus                                                        |
| Hofberg 68 (Standort)                                                          | Wohnhaus | ursprünglich zwei voneinander getrennte Häuser, rechtwinklig zueinander stehend, dreigeschossig mit Vorschussmauer und profiliertem Gesims, im Kern wohl 16. Jahrhundert | D-1-71-112-93 Wikidata  | Wohnhaus                                                                                            |
| Hofberg 71 (Standort)                                                          | Wohnhaus | zur Straße am Hofberg hin zweigeschossig, sonst viergeschossig mit Laube, Satteldach, Nordgiebel mit profiliertem Ortganggesims und kleinen Kugelaufsätzen, im Kern wohl noch 18. Jahrhundert, durchgreifender Umbau Mitte 20. Jahrhundert | D-1-71-112-96 Wikidata  | Wohnhaus                                                                                            |
| Hofberg 72 (Standort)                                                          | Wohnhaus, ehemaliges Stadtschergenhaus | zur Straße hin zwei-, sonst dreigeschossiger Flachsatteldachbau mit zwei erneuerten längsseitigen Lauben, Untergeschoss über vier gemauerten Pfeilern gewölbt, im Kern Ende 16./Anfang 17. Jahrhundert | D-1-71-112-97 Wikidata  | Wohnhaus, ehemaliges Stadtschergenhaus                                                              |
| Hofberg 74 (Standort)                                                          | Wohnhaus | stattliches zweigeschossiges Satteldachhaus mit flachem Bodenerker und an der Südwestecke angesetztem Stützpfeiler, rückseitig mit Lauben, im Kern wohl noch 17. Jahrhundert | D-1-71-112-99 Wikidata  | Wohnhaus                                                                                            |
| Hofberg 75 (Standort)                                                          | Wohnhaus | zweigeschossiger traufständiger Bau, dreieckiger Grundriss, im Kern wohl um 1800 | D-1-71-112-100 Wikidata | Wohnhaus                                                                                            |
| Hofberg 76 (Standort)                                                          | Wohnhaus | dreigeschossiger Satteldachbau in Giebelstellung, am zweiten Obergeschoss erneuerter Erker und Fensterbänke in spätgotischen Formen, Rückseite einachsig, im Kern 16. Jahrhundert | D-1-71-112-101 Wikidata | Wohnhaus                                                                                            |
| Hofberg 77 (Standort)                                                          | Wohnhaus | dreigeschossiger Satteldachbau mit dreistufigem Treppengiebel, im Obergeschoss Fensterbänke in spätgotischen Formen, Rückseite mit Laube, im Kern noch 16. Jahrhundert | D-1-71-112-353 Wikidata | Wohnhaus                                                                                            |
| Hofberg 78 (Standort)                                                          | Sogenanntes „Kaminkehrerhaus am Hofberg“, jetzt Wohnhaus                                                                                        | dreigeschossiger, giebelständiger Satteldachbau, breites Werkstattfenster mit Rotmarmorfensterbank, am zweiten Obergeschoss Fensterbänke in spätgotischen Formen, im Kern Anfang 16. Jahrhundert | D-1-71-112-102 Wikidata | Sogenanntes „Kaminkehrerhaus am Hofberg“, jetzt Wohnhaus                                            |
| Hofberg 80 (Standort)                                                          | Wohnhaus | dreigeschossiger Satteldachbau mit Vorschussmauer und stichbogigem Fenster im Erdgeschoss, im Kern wohl noch 16. Jahrhundert | D-1-71-112-103 Wikidata | Wohnhaus                                                                                            |
| Holzfelder Weg 2 (Standort)                                                    | Wohnhaus eines Vierseithofes | zweigeschossiger Krüppelwalmdachbau, Portale an der Nord- und Südseite mit Rotmarmorgewänden, wohl Anfang 19. Jahrhundert; gemauerter Torbogen; zugehörig Heiligenhäuschen mit Satteldach, wohl noch 18. Jahrhundert | D-1-71-112-105 Wikidata | Wohnhaus eines Vierseithofes                                                                        |
| Holzfelder Weg 55 (Standort)                                                   | Heiligenhäuschen | 19. Jahrhundert | D-1-71-112-106 Wikidata | BW                                                                                                  |
| In den Grüben 120 (Standort)                                                   | Wohn- und Geschäftshaus | dreigeschossiger Satteldachbau mit Treppengiebel, Ostseite mit Lauben, 16. Jahrhundert | D-1-71-112-108 Wikidata | Wohn- und Geschäftshaus                                                                             |
| In den Grüben 121, Kirchplatz 20 (Standort)                                    | Ehemaliges Handwerkerhaus, jetzt Wohn- und Geschäftshaus                                                                                        | dreigeschossiges Satteldachhaus mit dreistufigem Treppengiebel, rundbogiges Giebelfenster mit Tuffsteinrahmung, im Kern spätmittelalterlich, Fassade Mitte 20. Jahrhundert erneuert; Straßenbogen zu In den Grüben 119/120, mit Fresken von Heinrich Bickel, um 1935 | D-1-71-112-109 Wikidata | weitere Bilder                                                                                      |
| In den Grüben 122 (Standort)                                                   | Ehemaliges Hafnerhaus, jetzt Wohnhaus | dreigeschossiges Satteldachhaus mit Trapezgiebel, Tonrelief mit Darstellungen aus dem Hafnerhandwerk, Tür mit Spottmaske 17. Jahrhundert, im Kern 16. Jahrhundert. Ehem. Werkstatt von Martin Kreutzhuber | D-1-71-112-110 Wikidata | weitere Bilder                                                                                      |
| In den Grüben 123 (Standort)                                                   | Ehemaliges Metzgerhaus | viergeschossiges Satteldachhaus mit dreistufigem Treppengiebel, im Kern erste Hälfte 15. Jahrhundert; Straßenbogen zu In den Grüben 122 | D-1-71-112-111 Wikidata | Ehemaliges Metzgerhaus                                                                              |
| In den Grüben 124 (Standort)                                                   | Wohn- und Geschäftshaus | dreigeschossiger Satteldachbau mit Vorschussmauer, Madonnenbild am Obergeschoss, im Kern 16./17. Jahrhundert | D-1-71-112-112 Wikidata | Wohn- und Geschäftshaus                                                                             |
| In den Grüben 126 (Standort)                                                   | Ehemaliges Handwerkerhaus, jetzt Wohn- und Geschäftshaus                                                                                        | viergeschossiger Satteldachbau mit fünfstufigem Treppengiebel, im Kern 16. Jahrhundert, Fassade Mitte 20. Jahrhundert erneuert | D-1-71-112-113 Wikidata | Ehemaliges Handwerkerhaus, jetzt Wohn- und Geschäftshaus                                            |
| In den Grüben 127 (Standort)                                                   | Wohn- und Geschäftshaus | dreigeschossiger Satteldachbau mit Vorschussmauer und Schwibbogen zu In den Grüben 130, Marienfigur in Mauernische am Obergeschoss, im Kern wohl 18. Jahrhundert | D-1-71-112-114 Wikidata | Wohn- und Geschäftshaus                                                                             |
| In den Grüben 130 (Standort)                                                   | Wohnhaus | dreigeschossiger Satteldachbau mit dreistufigem Treppengiebel, Nische aus Tuffstein in spätgotischer Form, Fassade mit barocken Rahmungen, Schwibbogen zu In den Grüben 127, im Kern noch Anfang 16. Jahrhundert | D-1-71-112-117 Wikidata | Wohnhaus                                                                                            |
| In den Grüben 131, 132 (Standort)                                              | Ehemaliges Handwerkerhaus, jetzt Wohnhaus | aus der Zusammenlegung zweier Hausparzellen entstanden, dreigeschossiger Satteldachbau mit Vorschussmauer mit einheitlicher Fassade, im Kern spätmittelalterlich, Fassade um 1900 | D-1-71-112-118 Wikidata | weitere Bilder                                                                                      |
| In den Grüben 133 (Standort)                                                   | Gasthaus | stattliches dreigeschossiges Satteldachhaus mit neubarockem Schweifgiebel, Eckrustizierung, zweite Hälfte 19. Jahrhundert | D-1-71-112-119 Wikidata | weitere Bilder                                                                                      |
| In den Grüben 134 (Standort)                                                   | Wohnhaus | schmaler dreigeschossiger Satteldachbau mit zweistufigem Treppengiebel und Flacherker über profilierten Tuffsteinkonsolen, im Kern 16. Jahrhundert | D-1-71-112-120 Wikidata | Wohnhaus                                                                                            |
| In den Grüben 135 (Standort)                                                   | Wohn- und Geschäftshaus | dreigeschossiger Satteldachbau mit Vorschussmauer, im Kern 17./18. Jahrhundert | D-1-71-112-121 Wikidata | Wohn- und Geschäftshaus                                                                             |
| In den Grüben 136 (Standort)                                                   | Wohn- und Geschäftshaus | dreigeschossiger Satteldachbau mit Dreiecksgiebel, 19. Jahrhundert | D-1-71-112-122 Wikidata | Wohn- und Geschäftshaus                                                                             |
| In den Grüben 137 (Standort)                                                   | Ehemaliges Handwerkerhaus, jetzt Wohn- und Geschäftshaus                                                                                        | schmaler dreigeschossiger Satteldachbau mit Vorschussmauer, im Kern wohl 17. Jahrhundert, Fassade Mitte 20. Jahrhundert erneuert | D-1-71-112-123 Wikidata | Ehemaliges Handwerkerhaus, jetzt Wohn- und Geschäftshaus                                            |
| In den Grüben 138, 141 (Standort)                                              | Wohnhaus | aus der Zusammenlegung zweier ursprünglich voneinander getrennter Bauten entstanden, dreigeschossiger Satteldachbau mit einheitlicher Fassadengestaltung und Bodenerker, bezeichnet mit dem Jahr 1505, Fassade von 1919, in den 1980er Jahren im Inneren teilweise erneuert | D-1-71-112-124 Wikidata | Wohnhaus                                                                                            |
| In den Grüben 145 (Standort)                                                   | Ehemaliger „Wieninger Stadel“, jetzt Wohn- und Geschäftshaus                                                                                    | dreigeschossiges Satteldachhaus, 17./18. Jahrhundert | D-1-71-112-129 Wikidata | Ehemaliger „Wieninger Stadel“, jetzt Wohn- und Geschäftshaus                                        |
| In den Grüben 146 (Standort)                                                   | Wohn- und Geschäftshaus | dreigeschossiger Satteldachbau mit Dreiecksgiebel, im Kern 16./17. Jahrhundert | D-1-71-112-130 Wikidata | Wohn- und Geschäftshaus                                                                             |
| In den Grüben 147 (Standort)                                                   | Ehemaliges Bürgerhaus, sogenanntes „Reiserhaus“ oder „Baumeisterhaus“                                                                           | stattliches viergeschossiges Satteldachhaus mit Vorschussmauer, im Kern 16./17. Jahrhundert, Fassade um 1960. | D-1-71-112-131 Wikidata | weitere Bilder                                                                                      |
| In den Grüben 148 (Standort)                                                   | Gasthof | stattliches dreigeschossiges Grabendachhaus mit Vorschussmauer, Wandfresko „Herzog Georg“ um 1934, im Kern 16./17. Jahrhundert | D-1-71-112-132 Wikidata | weitere Bilder                                                                                      |
| In den Grüben 149 (Standort)                                                   | Wohnhaus | dreigeschossiger Satteldachbau mit Dreiecksgiebel, im Kern 17./18. Jahrhundert | D-1-71-112-133 Wikidata | Wohnhaus                                                                                            |
| In den Grüben 151 (Standort)                                                   | Wohn- und Geschäftshaus | dreigeschossiges Satteldachhaus mit Dreiecksgiebel und Putzgliederung, im Kern 16. Jahrhundert, Fassade erste Hälfte 19. Jahrhundert | D-1-71-112-134 Wikidata | Wohn- und Geschäftshaus                                                                             |
| In den Grüben 152 (Standort)                                                   | Wohn- und Geschäftshaus | dreigeschossiger Satteldachbau mit Vorschussmauer, im Kern noch 17./18. Jahrhundert, Fassade im 19. Jahrhundert erneuert | D-1-71-112-135 Wikidata | Wohn- und Geschäftshaus                                                                             |
| In den Grüben 154 (Standort)                                                   | Wohn- und Geschäftshaus, ehemaliges Handwerkerhaus                                                                                              | dreigeschossiger Satteldachbau mit zweistufigem Treppengiebel, Hauseingang mit Tuffsteinrahmung, 16./17. Jahrhundert | D-1-71-112-136 Wikidata | Wohn- und Geschäftshaus, ehemaliges Handwerkerhaus                                                  |
| In den Grüben 160 (Standort)                                                   | Wohn- und Geschäftshaus, ehemaliges Handwerkerhaus, sogenanntes Büchsenmacherhaus in den Grüben                                                 | dreigeschossiger Satteldachbau mit zweistufigem Treppengiebel, am zweiten Obergeschoss spätgotische Fensterbänke, Lichthof mit Arkaden im ersten und zweiten Obergeschoss, im Kern 16. Jahrhundert | D-1-71-112-137 Wikidata | Wohn- und Geschäftshaus, ehemaliges Handwerkerhaus, sogenanntes Büchsenmacherhaus in den Grüben     |
| In den Grüben 161 (Standort)                                                   | Wohn- und Geschäftshaus | dreigeschossiges Eckhaus mit geschweiftem Giebel und Satteldach, im Kern 16. Jahrhundert | D-1-71-112-138 Wikidata | Wohn- und Geschäftshaus                                                                             |
| In den Grüben 166 (Standort)                                                   | Ehemalige Weißbierbrauerei, jetzt Wohnhaus | stattliches dreigeschossiges Eckhaus mit Satteldach, im Kern noch 16. Jahrhundert | D-1-71-112-139 Wikidata | Ehemalige Weißbierbrauerei, jetzt Wohnhaus                                                          |
| In den Grüben 168 (Standort)                                                   | Wohn- und Geschäftshaus | dreigeschossiger Satteldachbau mit zweistufigem Treppengiebel und Flacherker mit profilierten Konsolen, im Kern wohl noch 16. Jahrhundert | D-1-71-112-140 Wikidata | Wohn- und Geschäftshaus                                                                             |
| In den Grüben 169 (Standort)                                                   | Wohn- und Geschäftshaus | dreigeschossiger Satteldachbau mit dreistufigem Treppengiebel, 16./17. Jahrhundert; rückwärtig weit in den Hang reichende gewölbte Kelleranlage, wohl 16./17. Jahrhundert | D-1-71-112-141 Wikidata | Wohn- und Geschäftshaus                                                                             |
| In den Grüben 171 (Standort)                                                   | Wohn- und Geschäftshaus | dreigeschossiger Satteldachbau mit zweistufigem Treppengiebel, 17./18. Jahrhundert | D-1-71-112-143 Wikidata | Wohn- und Geschäftshaus                                                                             |
| In den Grüben 173 (Standort)                                                   | Wohn- und Geschäftshaus | dreigeschossiger Satteldachbau mit vierstufigem Treppengiebel, Anfang 15. Jahrhundert | D-1-71-112-145 Wikidata | Wohn- und Geschäftshaus                                                                             |
| In den Grüben 174 (Standort)                                                   | Wohnhaus | dreigeschossiger Satteldachbau mit Vorschussmauer, Stützpfeiler an Südwestecke, wohl um 1760 | D-1-71-112-146 Wikidata | Wohnhaus                                                                                            |
| In den Grüben 175 (Standort)                                                   | Wohn- und Geschäftshaus | dreigeschossiger Satteldachbau mit Schweifgiebel, Marmorportal, im Kern 17. Jahrhundert | D-1-71-112-147 Wikidata | Wohn- und Geschäftshaus                                                                             |
| In den Grüben 176 (Standort)                                                   | Wohnhaus | dreigeschossiger Pultdachbau mit Vorschussmauer, stichbogige Fensteröffnung im Erdgeschoss, 16. Jahrhundert | D-1-71-112-148 Wikidata | Wohnhaus                                                                                            |
| In den Grüben 177 (Standort)                                                   | Ehemaliges Handwerkerhaus, sogenanntes „Ecker-Binder-Haus“                                                                                      | dreigeschossiges Grabendachhaus mit sechsstufigem Treppengiebel, 15. und erstes Viertel 16. Jahrhundert | D-1-71-112-149 Wikidata | Ehemaliges Handwerkerhaus, sogenanntes „Ecker-Binder-Haus“                                          |
| In den Grüben 178 (Standort)                                                   | Wohn- und Geschäftshaus | dreigeschossiger, traufständiger Satteldachbau, 19. Jahrhundert, im Kern älter; Rückgebäude, dreigeschossiger Pultdachbau mit Lauben, 19. Jahrhundert | D-1-71-112-150 Wikidata | Wohn- und Geschäftshaus                                                                             |
| In den Grüben 179 (Standort)                                                   | Gasthaus der Weizenbierbrauerei Auer „Zum deutschen Haus“                                                                                       | dreigeschossiges Satteldachhaus mit Schweifgiebel, stichbogige Fenster im Erdgeschoss, 19. Jahrhundert | D-1-71-112-151 Wikidata | Gasthaus der Weizenbierbrauerei Auer „Zum deutschen Haus“                                           |
| In den Grüben 180 a, 180 b (Standort)                                          | Wohnhaus | stattliches dreigeschossiges Grabendachhaus mit zweistufigem Treppengiebel, im Kern 15. Jahrhundert, um 1870 Aufteilung in Haus Nr. 180a und 180b. | D-1-71-112-152 Wikidata | Wohnhaus                                                                                            |
| In den Grüben 182 (Standort)                                                   | Wohn- und Geschäftshaus | schmales dreigeschossiges Pultdachhaus mit Vorschussmauer, im Kern noch 15./16. Jahrhundert | D-1-71-112-153 Wikidata | Wohn- und Geschäftshaus                                                                             |
| In den Grüben 184 (Standort)                                                   | Ehemalige Limonadenfabrik Strauß, jetzt Wohnhaus                                                                                                | dreigeschossiges Satteldachhaus mit dreistufigem Treppengiebel, im Kern zweite Hälfte 15. Jahrhundert | D-1-71-112-154 Wikidata | Ehemalige Limonadenfabrik Strauß, jetzt Wohnhaus                                                    |
| In den Grüben 185 (Standort)                                                   | Wohn- und Geschäftshaus | dreigeschossiger Satteldachbau mit zweistufigem Treppengiebel, um 1500 | D-1-71-112-155 Wikidata | Wohn- und Geschäftshaus                                                                             |
| In den Grüben 186 (Standort)                                                   | Wohnhaus | dreigeschossiger Satteldachbau mit Vorschußmauer, stichbogige Öffnungen im Erdgeschoss und kleine Nische über dem Eingang, im Kern wohl noch 17. Jahrhundert | D-1-71-112-156 Wikidata | Wohnhaus                                                                                            |
| In den Grüben 187 (Standort)                                                   | Wohnhaus | aus der Straßenflucht zurückspringender zweigeschossiger Satteldachbau in Traufstellung, Putzquaderung, zweite Hälfte 19. Jahrhundert | D-1-71-112-157 Wikidata | Wohnhaus                                                                                            |
| In den Grüben 188 (Standort)                                                   | Wohn- und Geschäftshaus | dreigeschossiger Satteldachbau mit Vorschussmauer, im Kern 18. Jahrhundert | D-1-71-112-158 Wikidata | Wohn- und Geschäftshaus                                                                             |
| In den Grüben 189 (Standort)                                                   | Ehemaliges Handwerkerhaus | stattliches dreigeschossiges Satteldachhaus mit vierstufigem Treppengiebel, im Erdgeschoss stichbogige Öffnungen, 16. Jahrhundert | D-1-71-112-159 Wikidata | Ehemaliges Handwerkerhaus                                                                           |
| In den Grüben 190 (Standort)                                                   | Gasthaus „Salzburger Hof“, | langgestreckter, aus der Straßenflucht zurückgesetzter, zweigeschossiger traufständiger Satteldachbau in Traufstellung, zweite Hälfte 19. Jahrhundert | D-1-71-112-160 Wikidata | Gasthaus „Salzburger Hof“,                                                                          |
| In den Grüben 191 (Standort)                                                   | Ehemaliges Handwerkerhaus, sogenannter „Mautschuster“                                                                                           | schmales, dreiachsiges Satteldachhaus mit geschweiftem Giebel, im Kern noch 16./17. Jahrhundert, Fassade wohl um 1800 erneuert | D-1-71-112-161 Wikidata | Ehemaliges Handwerkerhaus, sogenannter „Mautschuster“                                               |
| In den Grüben 192 (Standort)                                                   | Ehemaliges Bäckerhaus, sogenannter „Mautbeck“                                                                                                   | stattliches dreigeschossiges Satteldachhaus mit dreistufigem Treppengiebel und Hochwassermarke von 1598, am ersten Obergeschoss erneuertes Fresko „Hl. Florian“, Anfang 16. Jahrhundert; umfassend saniert 2003–2006 | D-1-71-112-162 Wikidata | Ehemaliges Bäckerhaus, sogenannter „Mautbeck“                                                       |
| In den Grüben 193 (Standort)                                                   | Ehemaliges kurfürstliches Mautamtshaus, auch „Mautnerschloss“ genannt                                                                           | jetzt Schulungs- und Seminargebäude der Stadt Burghausen, Dreiflügelanlage um einen nach Westen hin offenen Innenhof mit Brunnen; Hauptbau (Westseite), Turm in Südost-Ecke, Renaissancearkaden im ersten und zweiten Obergeschoss, ostseitig als zweigeschossiger Schopfwalmdachbau mit Mezzanin ausgebildet, dem ein um eine Achse zurückversetzter zweigeschossiger Walmdachbau mit Mezzanin angegliedert ist; Nordflügel, dreigeschossiger Schopfwalmdachbau mit erneuertem trapezförmigen Giebel; Südflügel, zweigeschossiger Walmdachbau mit angesetztem Abortturm mit Pultdachabdeckung, im Kern Mitte 16. Jahrhundert und 19. Jahrhundert | D-1-71-112-163 Wikidata | weitere Bilder                                                                                      |
| In den Grüben 195 a (Standort)                                                 | Wohnhaus | dreigeschossiger Satteldachbau mit Vorschussmauer, stichbogige Einfahrten, leere Freskofelder mit stuckierter Rahmung, im Kern wohl um 1600 | D-1-71-112-164 Wikidata | Wohnhaus                                                                                            |
| In den Grüben 195 b (Standort)                                                 | Ehemaliges Weinwirtshaus | stattliches dreigeschossiger Satteldachbau mit Vorschussmauer und Flacherker, wohl 16. Jahrhundert, Fassade 1938 erneuert; erdgeschossiger Anbau an der Südseite, Anfang 20. Jahrhundert; Wohnhaus, zweigeschossiger Schopfwalmdachbau, Anfang 20. Jahrhundert | D-1-71-112-165 Wikidata | Ehemaliges Weinwirtshaus                                                                            |
| Johannes-Hess-Straße (Standort)                                                | Heiligenhäuschen | wohl zweite Hälfte 19. Jahrhundert | D-1-71-112-166 Wikidata | weitere Bilder                                                                                      |
| Kanzelmüllerstraße 90 1/2 (Standort)                                           | Ehemalige Konventbauten des Jesuitenklosters, jetzt „Kurfürst-Maximilian-Gymnasium“                                                             | Osttrakt längs des Salzachufers: langgestreckter dreigeschossiger Satteldachbau, Dachreiter an der Südseite, Portal der Westseite mit Pilastern und Sprenggiebel, nach Plänen des kurfürstlichen Hofbaumeisters Marx Schinnagl errichtet, 1662–64; Aula, barocker Festsaal, 1735; Westtrakt: langgestreckter dreigeschossiger Kollegbau mit Satteldach, Baubeginn 1632, Fertigstellung wohl erst in der zweiten Hälfte des 17. Jahrhunderts, stark überformt | D-1-71-112-304 Wikidata | weitere Bilder                                                                                      |
| Kanzelmüllerstraße 90 a (Standort)                                             | Ehemalige Jesuitenkirche, jetzt Studienkirche St. Joseph                                                                                        | nach Norden ausgerichteter frühbarocker Saalbau mit eingezogenem Chor und reich gegliederter Fassade, erbaut nach Plänen des kurfürstlichen Hofmaurermeisters Isaak Bader (München), 1630/31, nach Brand von 1863 Wiederherstellung bis 1874; mit Ausstattung | D-1-71-112-167 Wikidata | weitere Bilder                                                                                      |
| Kapuzinergasse 234 (Standort)                                                  | Wohnhaus | dreigeschossiger Satteldachbau mit vierstufigem Treppengiebel, rundbogiger Eingang, im Kern wohl noch 17. Jahrhundert, Treppengiebel 1946 erneuert | D-1-71-112-175 Wikidata | Wohnhaus                                                                                            |
| Kapuzinergasse 235 (Standort)                                                  | Ehemaliges Kapuzinerkloster St. Anna und ehemaliges Studienseminar St. Konrad, jetzt Städtische Musikschule und Jugendherberge                  | Kapuzinerkirche St. Anna, tonnengewölbter Saalbau von großer Schlichtheit, südlich anschließend Seminarkapelle, 1656; mit Ausstattung; Friedhof, mit Gedenktafel aus Rotmarmor für die verstorbenen Kapuzinerpatres der ersten Hälfte des 19. Jahrhunderts; Ehemaliger Konventbau (jetzt Musikschule), eineinhalbgeschossiger Flügelbau längs der Kapuzinergasse, über dem Eingang Epitaph für Wilhelm Emanuel Freiherr von Ketteler, gesetzt 1927, wohl 17. Jahrhundert, mit späteren Überformungen; Ehemaliger Seminarbau (Südwestflügel), jetzt Jugendherberge, unverputzter Tuffquaderbau mit neubarockem Ziergiebel, dieser von 1923/24; westlich anschließend dreigeschossiger Bau mit Mansarddach; kleine Kapelle, am Südostrand des Seminargartens, mit Lärchenschindelummantelung, im 19. Jahrhundert erneuert, restauriert 1977; Ehemalige Klostermauer, als südliche und westliche Begrenzung des Klostergartens | D-1-71-112-176 Wikidata | weitere Bilder                                                                                      |
| Kümmernis 1 (Standort)                                                         | Kapelle, sogenannte „Kümmerniskapelle“ auf dem Hechenberg                                                                                       | unverputzter neugotischer Tuffquaderbau mit Dachreiter, an der Ostseite mit zweiarmigem Treppenaufgang, Saalbau mit 5/8-Chorschluss, erbaut 1857–64; mit Ausstattung | D-1-71-112-81 Wikidata  | weitere Bilder                                                                                      |
| Liebigstraße 1, 2, 3, 4, 5, 6, 7, 8, 9, 10, 11, 12 (Standort)                  | Werkssiedlung der Wacker-Chemie Burghausen | nach Plänen des Architekten A. Sckell, 1919/20; Liebigstraße 1/3, Wohngebäude, freistehender zweigeschossiger Walmdachbau mit dreigeschossigem Mittelbau; Liebigstraße 5/7, Wohngebäude, freistehender zweigeschossiger Walmdachbau mit dreigeschossigem Mittelbau; Liebigstraße 9/11, Wohngebäude, freistehendes zweigeschossiges Doppelhaus mit Walmdach; Liebigstraße 2/4, Wohngebäude, freistehendes zweigeschossiges Doppelhaus mit Walmdach; Liebigstraße 6, Wohngebäude, freistehender dreigeschossiger Walmdachbau; Liebigstraße 8, Wohngebäude, freistehender dreigeschossiger Walmdachbau; Liebigstraße 10/12, Wohngebäude, freistehendes zweigeschossiges Doppelhaus mit Walmdach Siehe auch Robert-Koch-Straße 2, 4, 6 und Wackerstraße 53-79 (ungerade Nummern) | D-1-71-112-179 Wikidata | weitere Bilder                                                                                      |
| Ludwigsberg (Standort)                                                         | Widmungsinschrift | zum Bau der Ludwigstraße unter dem Protektorat Ludwigs I., 1836 | D-1-71-112-406          | BW                                                                                                  |
| Mautnerstraße 239 (Standort)                                                   | Wohnhaus, ehemaliges Handwerkerhaus | dreigeschossiges Eckhaus, an der Westseite Vorschussmauer, an der Nordseite angesetzter Stützpfeiler und barocke Gliederungselemente am zweiten Obergeschoss, im Kern um 1700 | D-1-71-112-181 Wikidata | Wohnhaus, ehemaliges Handwerkerhaus                                                                 |
| Mautnerstraße 240 (Standort)                                                   | Ehemalige Stadtmauer | Mauerrest des früheren St.-Johannis-Tors am Neubau Mautnerstraße 240, wohl 1335 | D-1-71-112-182 Wikidata | Ehemalige Stadtmauer                                                                                |
| Mautnerstraße 242 (Standort)                                                   | Wohnhaus | zweigeschossiges Eckhaus mit Krüppelwalmdach, 19. Jahrhundert; mit nördlicher Hausecke an ehemaliger Stadtmauer angebaut, wohl 1335, 19. Jahrhundert | D-1-71-112-183 Wikidata | Wohnhaus                                                                                            |
| Mautnerstraße 243 (Standort)                                                   | Wohnhaus | zweigeschossiger Satteldachbau mit Dreiecksgiebel, 18. /19. Jahrhundert; mit Mauerrest des alten St.-Johannis-Tores, siehe Mautnerstraße 242 | D-1-71-112-184 Wikidata | Wohnhaus                                                                                            |
| Mautnerstraße 248 (Standort)                                                   | Ehemalige Pflasterzoll-Einnahmestelle, jetzt Wohnhaus                                                                                           | dreigeschossiges Eckhaus mit Satteldach, im Kern noch 17. Jahrhundert | D-1-71-112-185 Wikidata | Ehemalige Pflasterzoll-Einnahmestelle, jetzt Wohnhaus                                               |
| Mautnerstraße 250 c (Standort)                                                 | Ehemaliges Bruderhaus bzw. Armenhaus St.-Josephs-Spital                                                                                         | dreigeschossiges Eckhaus mit vierstufigem Treppengiebel, um 1800, Inneres 1986/87 teilweise erneuert | D-1-71-112-187 Wikidata | Ehemaliges Bruderhaus bzw. Armenhaus St.-Josephs-Spital                                             |
| Mautnerstraße 251 (Standort)                                                   | Wohnhaus | dreigeschossiges Eckhaus mit Satteldach, an der Westseite hochgezogener Schweifgiebel, im Kern wohl noch 18. Jahrhundert | D-1-71-112-188 Wikidata | Wohnhaus                                                                                            |
| Mautnerstraße 252 (Standort)                                                   | Wohnhaus | dreigeschossiger Satteldachbau mit hochgezogenem Schweifgiebel, wohl Anfang 19. Jahrhundert, Umbauten 1933, instand gesetzt 1987 bis 1990er Jahre | D-1-71-112-189 Wikidata | Wohnhaus                                                                                            |
| Mautnerstraße 253 (Standort)                                                   | Wohnhaus | dreigeschossiger Satteldachbau mit Vorschußmauer, stichbogige Öffnungen im Erdgeschoss, 17./18. Jahrhundert, entkernt ca. 1986/87 | D-1-71-112-190 Wikidata | Wohnhaus                                                                                            |
| Mautnerstraße 254 (Standort)                                                   | Wohnhaus | dreigeschossiger Satteldachbau mit Dreiecksgiebel, 16. /17. Jahrhundert | D-1-71-112-191 Wikidata | Wohnhaus                                                                                            |
| Mautnerstraße 255 (Standort)                                                   | Wohnhaus, ehemaliges Tuchmacherhaus | dreigeschossiger Satteldachbau mit wellenförmigem Ziergiebel in barocken Formen, im Kern noch 18. Jahrhundert | D-1-71-112-192 Wikidata | Wohnhaus, ehemaliges Tuchmacherhaus                                                                 |
| Mautnerstraße 257 (Standort)                                                   | Wohnhaus, ehemalige Gerberei | zweigeschossiges Eckhaus mit Satteldach und Giebel in barocken Formen, im Kern wohl 16. Jahrhundert, im 19. Jahrhundert überformt | D-1-71-112-194 Wikidata | Wohnhaus, ehemalige Gerberei                                                                        |
| Mautnerstraße 269 (Standort)                                                   | Ehemaliges Gerberhaus, jetzt Wohnhaus und Gaststätte                                                                                            | dreigeschossiger Satteldachbau mit dreistufigem Treppengiebel und stichbogigen Öffnungen im Erdgeschoss, tonnengewölbter Durchgang, im Kern 16. Jahrhundert | D-1-71-112-197 Wikidata | Ehemaliges Gerberhaus, jetzt Wohnhaus und Gaststätte                                                |
| Mautnerstraße 271 (Standort)                                                   | Ehemaliges Gerberhaus, jetzt Wohnhaus und Gaststätte                                                                                            | dreigeschossiger Satteldachbau mit dreistufigem Treppengiebel, 16./17. Jahrhundert | D-1-71-112-198 Wikidata | Ehemaliges Gerberhaus, jetzt Wohnhaus und Gaststätte                                                |
| Mautnerstraße 272 (Standort)                                                   | Ehemaliges Gerberhaus, jetzt Wohnhaus | dreigeschossiger Satteldachbau mit abgestufter Vorschußmauer, im Kern wohl 17. Jahrhundert | D-1-71-112-199 Wikidata | Ehemaliges Gerberhaus, jetzt Wohnhaus                                                               |
| Mautnerstraße 278 (Standort)                                                   | Wohnhaus | dreigeschossiger Satteldachbau mit Dreiecksgiebel, aus der Straßenflucht hervorspringend, im Kern noch spätmittelalterlich | D-1-71-112-201 Wikidata | Wohnhaus                                                                                            |
| Mautnerstraße 281 (Standort)                                                   | Wohnhaus | dreigeschossiger Satteldachbau mit zweistufigem Treppengiebel, im Kern wohl noch 17. Jahrhundert | D-1-71-112-204 Wikidata | Wohnhaus                                                                                            |
| Mautnerstraße 282 (Standort)                                                   | Wohnhaus | schmaler dreigeschossiger Satteldachbau mit Vorschußmauer, im Kern wohl noch 17. Jahrhundert | D-1-71-112-205 Wikidata | Wohnhaus                                                                                            |
| Mautnerstraße 283 (Standort)                                                   | Wohnhaus | dreigeschossiger Satteldachbau mit zweistufigem Treppengiebel, im Kern 17./18. Jahrhundert | D-1-71-112-206 Wikidata | Wohnhaus                                                                                            |
| Mautnerstraße 284 (Standort)                                                   | Wohn- und Geschäftshaus | stattliches dreigeschossiges Satteldachhaus mit Mezzanin und zwei Giebeln in neubarocken Zierformen, Kastenerker, nach Plänen von Gabriel Reiser, erbaut 1911 | D-1-71-112-207 Wikidata | weitere Bilder                                                                                      |
| Mautnerstraße 285 (Standort)                                                   | Wohn- und Geschäftshaus | dreigeschossiges Eckhaus mit befenstertem Kniestock, Dreiecksgiebel und Satteldach, um 1911 | D-1-71-112-208 Wikidata | Wohn- und Geschäftshaus                                                                             |
| Mehringer Straße 59 (Standort)                                                 | Christus an der Martersäule | Figur des Christus an der Martersäule, wohl 18. Jahrhundert | D-1-71-112-178 Wikidata | Christus an der Martersäule                                                                         |
| Messerzeile 1 (Standort)                                                       | Wohnhaus | viergeschossiger Satteldachbau mit Vorschußmauer, im Kern 17. Jahrhundert | D-1-71-112-352 Wikidata | Wohnhaus                                                                                            |
| Messerzeile 1 a (Standort)                                                     | Wohnhaus | dreigeschossiger, giebelständiger Walmdachbau mit hohem Sockelgeschoss und vorgelegter einläufiger Treppe, zweite Hälfte 18. Jahrhundert | D-1-71-112-209 Wikidata | Wohnhaus                                                                                            |
| Messerzeile 1 b (Standort)                                                     | Wohnhaus | dreigeschossiger Satteldachbau mit vorgelegter Treppe und angesetztem Stützpfeiler, um eine Achse aus der Häuserflucht vorspringend, im Kern wohl noch 17. Jahrhundert; an der Nordostseite dreigeschossiger Anbau | D-1-71-112-210 Wikidata | Wohnhaus                                                                                            |
| Messerzeile 2 (Standort)                                                       | Wohnhaus | ehemalige Werkstatt der Bildhauer Johann Georg Lindt und Thomas Jorhan; breitgelagerter zweigeschossiger Satteldachbau mit Dreiecksgiebel, 16. Jahrhundert | D-1-71-112-211 Wikidata | weitere Bilder                                                                                      |
| Messerzeile 3 (Standort)                                                       | Ehemalige Schlosserei, jetzt Wohnhaus | dreigeschossiger Satteldachbau mit flachem Dreiecksgiebel, Anfang 16. Jahrhundert | D-1-71-112-212 Wikidata | Ehemalige Schlosserei, jetzt Wohnhaus                                                               |
| Messerzeile 4 (Standort)                                                       | Wohnhaus | dreigeschossiger Pultdachbau mit Vorschussmauer, im Erdgeschoss rundbogiger Hauseingang und stichbogige Fensteröffnung, im Kern wohl 16. Jahrhundert | D-1-71-112-213 Wikidata | Wohnhaus                                                                                            |
| Messerzeile 5 (Standort)                                                       | Wohnhaus | dreigeschossiger Grabendachbau mit Vorschußmauer und stichbogigem Hauseingang, im Kern teilweise noch 17. Jahrhundert | D-1-71-112-214 Wikidata | Wohnhaus                                                                                            |
| Messerzeile 6 (Standort)                                                       | Ehemaliges Uhrmacherhaus, jetzt Wohnhaus | dreigeschossiger Satteldachbau mit zweistufigem Treppengiebel, wohl nach dem Stadtbrand von 1504 errichtet | D-1-71-112-215 Wikidata | Ehemaliges Uhrmacherhaus, jetzt Wohnhaus                                                            |
| Messerzeile 7 (Standort)                                                       | Wohnhaus | viergeschossiger Satteldachbau mit Vorschußmauer und Putzgliederung, über dem Eingang Nische mit einem auf Stahlblech gemalten Bild der Hl. Familie um 1900, im Kern 17./18. Jahrhundert, Giebelfeld 1924 erneuert | D-1-71-112-216 Wikidata | Wohnhaus                                                                                            |
| Messerzeile 8 (Standort)                                                       | Ehemaliges Handwerkerhaus, jetzt Wohnhaus | dreigeschossiger Satteldachbau mit zweistufigem Treppengiebel und Erker, Fassade um 1910, Schmiedearbeiten an Türblatt, Wetterschutzvordach, Fensterstock, Fensterläden, Blumenkastenhalterung, Erker und Rinnenkasten vom früher im Haus ansässigen Schlossermeister Hippolyt Widmaier, im Kern wohl noch 18. Jahrhundert | D-1-71-112-217 Wikidata | weitere Bilder                                                                                      |
| Messerzeile 9 (Standort)                                                       | Ehemaliges Handwerkerhaus, sogenanntes „Goldschmiedehaus in der Messerzeile“, jetzt Wohnhaus                                                    | dreigeschossiger Satteldachbau mit flachem Rundgiebel in barocken Formen, wohl 18. Jahrhundert | D-1-71-112-218 Wikidata | Ehemaliges Handwerkerhaus, sogenanntes „Goldschmiedehaus in der Messerzeile“, jetzt Wohnhaus        |
| Messerzeile 10 (Standort)                                                      | Ehemaliges Handwerkerhaus und Kunstschmiedewerkstätte von Hippolyt Widmaier                                                                     | dreigeschossiger Satteldachbau mit Dreiecksgiebel, Kastenerkern und rundbogigem Portal mit Tuffsteinumrahmung, zweiflügelige Tür mit kunstvollen Beschlägen, der Bau im Kern wohl 19. Jahrhundert | D-1-71-112-219 Wikidata | weitere Bilder                                                                                      |
| Messerzeile 11 (Standort)                                                      | Wohnhaus | dreigeschossiger Satteldachbau mit zweistufigem Treppengiebel und kreisrunden Öffnungen im Dachraum, im Kern wohl noch 16. Jahrhundert | D-1-71-112-220 Wikidata | Wohnhaus                                                                                            |
| Messerzeile 12 (Standort)                                                      | Wohnhaus | dreigeschossiger Satteldachbau mit Vorschußmauer, in der Dachgeschosszone querovales Fenster und zwei querovale Blendrahmen, erbaut wohl nach dem Brand vom 8. August 1898, ehemalig im Besitz von Gymnasialprofessor Heinrich Faltermayer, „Falkenberg“ bzw. „Kindlein“ in den Lausbubengeschichten von Ludwig Thoma | D-1-71-112-221 Wikidata | Wohnhaus                                                                                            |
| Messerzeile 16 (Standort)                                                      | Katholischer Pfarrhof St. Jakob | siebenachsiger freistehender Satteldachbau in Traufstellung mit Lisenengliederung und stichbogigem Portal, erbaut 1731 anstelle eines älteren Pfarrhofbaus von 1651, Neugestaltung nach Brandschaden 1898, Renovierung 1955; mit Ausstattung | D-1-71-112-224 Wikidata | Katholischer Pfarrhof St. Jakob                                                                     |
| Messerzeile 19 (Standort)                                                      | Katholische Stadtpfarrkirche St. Jakob | unverputzter Tuffquaderbau mit Westturm, das Turmobergeschoss mit vielfach gegliederter barocker Kuppel, dreischiffige querschifflose Basilika, nach 1353, Grundsteinlegung zum Turm 1470, nach Einsturz des südlichen Teils des Kirchenschiffs Neubau 1851 durch Franz Joseph von Denzinger, Restaurierung 1969/70; an der Nordseite Mariahilfkapelle, an der Südseite Sakristei; mit Ausstattung | D-1-71-112-227 Wikidata | weitere Bilder                                                                                      |
| Mühlenstraße 10 (Standort)                                                     | Landhaus, sogenanntes „Reisergütl in St. Johann“                                                                                                | herrschaftlicher, zweigeschossiger Bau mit Mansard-Satteldach, an der Ost- und Westseite Ziergiebel, Fassade mit stuckierten Feldern und figürlichen Reliefs, westlich langgestreckter Anbau, erbaut von Franz Anton Glonner d. J., erstes Viertel 19. Jahrhundert; zugehörig Gartenhäuschen, erstes Viertel 19. Jahrhundert; gemauerte Einfriedung mit eingemauerter spätgotischer Grabplatte für den Burghauser Stadtrichter Dietrich Antenbeck, Mitte 15. Jahrhundert | D-1-71-112-230 Wikidata | BW                                                                                                  |
| Nähe Wöhrsee (Standort)                                                        | Geschütz- oder Batterieturm auf dem Eggenberg, sogenannter Pulverturm                                                                           | runder Turm aus unverputztem Tuffquadermauerwerk, meterdicke Mauern, vier Geschosse, an der Ostseite Abplattung, kegelförmiges Dach, vor 1533, Umbau 1620 | D-1-71-112-69 Wikidata  | weitere Bilder                                                                                      |
| Napoleonshöhe (Standort)                                                       | Kapelle, sogenannte „Napoleonskapelle“ | nach zwei Seiten hin offener Satteldachbau in neuromanischen Formen, bezeichnet mit dem Jahr 1840 | D-1-71-112-231 Wikidata | Kapelle, sogenannte „Napoleonskapelle“                                                              |
| Napoleonshöhe (Standort)                                                       | Kriegerdenkmal | in Form eines Obelisks, zum Gedenken an die Gefallenen des Krieges von 1870/71, errichtet 1872 | D-1-71-112-68 Wikidata  | Kriegerdenkmal                                                                                      |
| Robert-Koch-Straße 2, 4 (Standort)                                             | Teil der Werkssiedlung der Wacker-Chemie Burghausen                                                                                             | nach Plänen des Architekten A. Sckell, 1922–24; Robert-Koch-Straße 2, freistehender dreigeschossiger Walmdachbau; Robert-Koch-Straße 4, freistehender dreigeschossiger Walmdachbau; Siehe auch Liebigstraße 1/3, 2/4, 5/7, 6, 8, 9/11, 10/12 und Wackerstraße 53–79 (ungerade Nummern) | D-1-71-112-232 Wikidata | weitere Bilder                                                                                      |
| Salzach (Standort)                                                             | Sogenannter „Kreuzfelsen“ | auch als „Kreuzstein“ bezeichneter Felsbrocken in der Salzach, mit Kreuz aus Eisenblech, bemalt, wohl 19. Jahrhundert | D-1-71-112-180 Wikidata | weitere Bilder                                                                                      |
| St.-Johannser-Straße 2, 4 (Standort)                                           | Doppelhaus | zweigeschossiger Walmdachbau mit gemeinsamem neubarockem Ziergiebel, Fresko mit Darstellung des hl. Florian, erbaut 1922 | D-1-71-112-235 Wikidata | Doppelhaus                                                                                          |
| St.-Johannser-Straße 14, 16 (Standort)                                         | Doppelhaus | zweigeschossiger Walmdachbau, Stuckrelief mit Maria im Strahlenkranz nach Ignaz Günther und schmiedeeiserne Wetterschutzvordächer, um 1920 | D-1-71-112-236 Wikidata | Doppelhaus                                                                                          |
| Spitalgasse 201 (Standort)                                                     | Wohnhaus, sogenannter „Spitalbeck“ | dreigeschossiges Wohnhaus mit Satteldach und Vorschussmauer, wohl um 1800 über älterer Substanz neu erbaut | D-1-71-112-238 Wikidata | Wohnhaus, sogenannter „Spitalbeck“                                                                  |
| Spitalgasse 202 (Standort)                                                     | Wohnhaus | dreigeschossiger Satteldachbau mit geknicktem Schweifgiebel und stichbogigen Öffnungen im Erdgeschoss, im Kern 16./17. Jahrhundert | D-1-71-112-239 Wikidata | Wohnhaus                                                                                            |
| Spitalgasse 203 (Standort)                                                     | Wohnhaus mit ehemaliger städtischer Freibank | dreigeschossiges Satteldachhaus mit dreistufigem Treppengiebel, Rückseite mi Lauben, im Kern 16. Jahrhundert | D-1-71-112-240 Wikidata | Wohnhaus mit ehemaliger städtischer Freibank                                                        |
| Spitalgasse 206 (Standort)                                                     | Ehemaliges Heilig-Geist-Spital mit Spitalkirche                                                                                                 | 1856–1956 Krankenhaus, dann Bischöfliches Seminar, seit 1991 Haus der Begegnung; Spitalkirche, einschiffiger Bau mit eingezogenem Chor im 5/8-Schluss, um 1325/30, Langhaus von 1512/13, Turm mit Kuppel von Joseph Lindtmayr 1773; mit Ausstattung; Ehemaliger Spitalkomplex, Nordflügel: dreigeschossiger Walmdachbau mit ausgebautem Dachgeschoss, 18. Jahrhundert, Inneres Mitte 20. Jahrhundert erneuert; Westflügel: langgestreckter, zweigeschossiger Satteldachbau, einheitliche Fassadengestaltung mit Spitalgasse 207 1/2 im Louis-Seize-Stil, nach Plänen von Franz Anton Glonner, 18./19. Jahrhundert, Spitalgasse 207 1/2, 20. Jahrhundert, Putz und Stuck 1975 erneuert | D-1-71-112-242 Wikidata | weitere Bilder                                                                                      |
| Spitalgasse 208 (Standort)                                                     | Wohnhaus | dreigeschossiger Satteldachbau mit erneuertem zweistufigen Treppengiebel, im Kern noch 16./17. Jahrhundert | D-1-71-112-245 Wikidata | Wohnhaus                                                                                            |
| Spitalgasse 210 (Standort)                                                     | Wohnhaus, sogenanntes „Melberhaus in der Spitalgasse“,                                                                                          | dreigeschossiges Satteldachhaus mit neuzeitlich gestaltetem Treppengiebel, im Kern wohl noch 17. Jahrhundert | D-1-71-112-246 Wikidata | Wohnhaus, sogenanntes „Melberhaus in der Spitalgasse“,                                              |
| Spitalgasse 211 (Standort)                                                     | Wohnhaus | viergeschossiger Satteldachbau mit zweistufigem Treppengiebel, profiliertes Tuffsteingesims, im Kern noch 16. Jahrhundert | D-1-71-112-247 Wikidata | Wohnhaus                                                                                            |
| Spitalgasse 212 (Standort)                                                     | Wohnhaus | viergeschossiger Satteldachbau mit zweistufigem Treppengiebel, im Kern wohl noch 17. Jahrhundert, das zweite Obergeschoss wohl nach Brandschaden 1876 teilweise erneuert | D-1-71-112-248 Wikidata | Wohnhaus                                                                                            |
| Spitalgasse 213 (Standort)                                                     | Wohnhaus | viergeschossiger Satteldachbau, im Erdgeschoss Rustikaquaderung, erbaut nach 1876 unter Verwendung älterer Bauteile | D-1-71-112-249 Wikidata | Wohnhaus                                                                                            |
| Stadtplatz (Standort)                                                          | Brunnen, sogenannter Marienbrunnen | Becken aus Rotmarmor, zweite Hälfte 17. Jahrhundert, renoviert 1854 und um 1977 | D-1-71-112-277 Wikidata | weitere Bilder                                                                                      |
| Stadtplatz (Standort)                                                          | Brunnen, sogenannter Löwenbrunnen | errichtet 1658, zerstört 1945 durch Fliegerbomben, 1977 wieder errichtet unter Verwendung der Löwenfigur auf der Zapfsäule | D-1-71-112-285 Wikidata | Brunnen, sogenannter Löwenbrunnen                                                                   |
| Stadtplatz 36 (Standort)                                                       | Ehemaliges Stadthaus der niederbayerischen Herzöge, jetzt „Hans-Stethaimer-Schule“                                                              | stattliches viergeschossiges Eckhaus, im Kern zum Teil noch spätgotisch, zweite Hälfte 15. Jahrhundert, Fassade barock, wohl um 1700, Umbau zum Schulhaus 1929/30 nach Plänen von Regierungsoberbaurat O. Hertwig (Rosenheim); zugehörig sogenanntes Pfarrorganistenhaus (ehemals Burgsteig 23), dreigeschossig, mit Vorschussmauer, im Kern wohl noch 17./18. Jahrhundert; zugehörig sogenanntes Salzburger Botenhaus (ehemals Burgsteig 24), dreigeschossig, mit Vorschussmauer, im Kern wohl noch 17. Jahrhundert | D-1-71-112-250 Wikidata | Ehemaliges Stadthaus der niederbayerischen Herzöge, jetzt „Hans-Stethaimer-Schule“                  |
| Stadtplatz 37 (Standort)                                                       | Ehemaliges „Seminar St. Karl Borromäus“, jetzt Wohn- und Geschäftshaus                                                                          | dreigeschossiges Satteldachhaus mit vierstufigem Treppengiebel, im Kern wohl noch erste Hälfte 16. Jahrhundert; Rückgebäude, zweigeschossig, im Erdgeschoss großer Raum mit quadratischen, gefasten Mittelstützen sowie Kreuzgratgewölben mit Gurtbögen, 16. Jahrhundert | D-1-71-112-251 Wikidata | Ehemaliges „Seminar St. Karl Borromäus“, jetzt Wohn- und Geschäftshaus                              |
| Stadtplatz 38 (Standort)                                                       | Ehemaliges Stadthaus des Zisterzienserklosters Raitenhaslach                                                                                    | dann Beamtenhaus von kurfürstlichen Regierungsbeamten, dreigeschossiges Satteldachhaus mit Vorschußmauer, stichbogiger Eingang mit profilierter Tuffsteinumrahmung, Gewölbe im Keller und Erdgeschoss, im Kern um 1500 | D-1-71-112-252 Wikidata | Ehemaliges Stadthaus des Zisterzienserklosters Raitenhaslach                                        |
| Stadtplatz 39 (Standort)                                                       | Ehemaliger Weingasthof „zur Krone“, jetzt Gasthof „Hotel Post“                                                                                  | stattlicher viergeschossiger Satteldachbau mit Vorschußmauer, an der Fassade auf Blech gemaltes Madonnenbild sowie Gedenktafel für Franz Carl Cura, Gewölbe im Keller und Erdgeschoss, die Umfassungsmauern im Kern zum Teil noch zweite Hälfte 16. Jahrhundert, sonst Wiederherstellung und Umbau nach 1945, Aufstockung 1967; Rückgebäude, Räume und Flur im Erdgeschoss mit Kreuzgratgewölben, wohl Anfang 16. Jahrhundert, in einem Raum an der Westwand zwei eingemauerte Rundpfeiler aus Tuffstein, Säule im ersten Obergeschoss, bezeichnet mit dem Jahr 1587 | D-1-71-112-253 Wikidata | Ehemaliger Weingasthof „zur Krone“, jetzt Gasthof „Hotel Post“                                      |
| Stadtplatz 40 (Standort)                                                       | Stadtapotheke | dreigeschossiges Satteldachhaus mit geschweiftem profiliertem Giebel, im Kern 14. und 15. Jahrhundert, Rokokostuckfassade, zweite Hälfte 18. Jahrhundert; spätgotische Grabplatte für Friedrich Möringer und seine Hausfrau Anna, 1475, in Innenmauer des Gartens eingelassen | D-1-71-112-254 Wikidata | weitere Bilder                                                                                      |
| Stadtplatz 41, 42 (Standort)                                                   | Bierkeller | Zugehörig ein aus Ziegelsteinen gemauerter, etwa 50 Meter tiefer Bierkeller des früheren Gasthauses zum Anker, der in den Schlossberg getrieben ist; liegt unter dem benachbarten Schneiderbaueranwesen | D-1-71-112-255 Wikidata | Bierkeller                                                                                          |
| Stadtplatz 43 (Standort)                                                       | Wohn- und Geschäftshaus | viergeschossiges Satteldachhaus mit Vorschußmauer, Durchgang zum Geistwirtgaßl mit Flachtonne überwölbt, wohl nach dem Stadtbrand von 1504 erbaut; Schwibbögen zu Stadtplatz 42 | D-1-71-112-256 Wikidata | Wohn- und Geschäftshaus                                                                             |
| Stadtplatz 44 (Standort)                                                       | Wohn- und Geschäftshaus | dreigeschossiges Satteldachhaus mit Vorschussmauer und gewölbter Durchfahrt zum Hofraum, dreigeschossiger Arkadengang zwischen Vorder- und Rückgebäude, 16. Jahrhundert; Rückgebäude, zweigeschossig, 16./17. Jahrhundert | D-1-71-112-257 Wikidata | Wohn- und Geschäftshaus                                                                             |
| Stadtplatz 45, 46 (Standort)                                                   | Ehemaliger „Wolfertsederbräu“, jetzt „Hotel Bayerischer Hof“                                                                                    | ursprünglich zwei voneinander getrennte Häuser, stattliches viergeschossiges Grabendachhaus mit Vorschußmauer und sieben Obergeschossachsen, im Kern 17./18. Jahrhundert; zugehörig dreigeschossiges Rückgebäude mit segmentbogiger Durchfahrt und Flachsatteldach, 17./18. Jahrhundert; an der Bergseite großer, etwa 30 Meter tiefer Bierkeller mit Tuffsteinsockel und gemauerter Tonne, in den Schlossberg getrieben, wohl noch 17. Jahrhundert | D-1-71-112-258 Wikidata | weitere Bilder                                                                                      |
| Stadtplatz 47 (Standort)                                                       | Wohn- und Geschäftshaus, | viergeschossiger Satteldachbau mit Vorschussmauer, im Kern 15. und 16. Jahrhundert | D-1-71-112-259 Wikidata | Wohn- und Geschäftshaus,                                                                            |
| Stadtplatz 48 (Standort)                                                       | Wohnhaus | viergeschossiger Satteldachbau mit Vorschussmauer, im Kern 17./18. Jahrhundert; Rückgebäude, 17./18. Jahrhundert | D-1-71-112-260 Wikidata | Wohnhaus                                                                                            |
| Stadtplatz 49 (Standort)                                                       | Ehemaliges Beamtenwohnhaus der kurfürstlichen Regierung, jetzt Wohn- und Geschäftshaus                                                          | dreigeschossiger Satteldachbau mit geschweiftem Barockgiebel und reich stuckiertem Giebelgesims mit „Auge Gottes“ – Darstellung, im Kern 16./17. Jahrhundert, Fassade Mitte 18. Jahrhundert | D-1-71-112-261 Wikidata | Ehemaliges Beamtenwohnhaus der kurfürstlichen Regierung, jetzt Wohn- und Geschäftshaus              |
| Stadtplatz 50 (Standort)                                                       | Wohn- und Geschäftshaus | viergeschossiger Satteldachbau mit Vorschussmauer, im Kern 16. Jahrhundert | D-1-71-112-262 Wikidata | Wohn- und Geschäftshaus                                                                             |
| Stadtplatz 51, 52 (Standort)                                                   | Ehemaliges Eisenkrämerhaus, jetzt Wohn- und Geschäftshaus                                                                                       | viergeschossiger Grabendachbau mit Vorschussmauer, aus der Vereinigung zweier ursprünglich getrennter Häuser entstanden, im Kern 16./17. Jahrhundert | D-1-71-112-263 Wikidata | Ehemaliges Eisenkrämerhaus, jetzt Wohn- und Geschäftshaus                                           |
| Stadtplatz 53 (Standort)                                                       | Ehemalige Posthalterei, jetzt Wohn- und Geschäftshaus                                                                                           | viergeschossiger Satteldachbau mit dreistufigem Treppengiebel und spätgotischem Flacherker, im Kern noch Anfang 16. Jahrhundert; zugehörig ein aus Ziegelsteinen gemauerter Bergkeller mit Tonnengewölbe, der etwa 40 Meter tief in den Schlossberg getrieben ist | D-1-71-112-264 Wikidata | Ehemalige Posthalterei, jetzt Wohn- und Geschäftshaus                                               |
| Stadtplatz 54 (Standort)                                                       | Wohn- und Geschäftshaus, ehemaliges Beamtenwohnhaus der kurfürstlichen Regierung                                                                | aus der Häuserflucht des Stadtplatzes um eine Fensterachse vorspringender, dreigeschossiger Bau mit hohem, nicht ausgebautem Dachgeschoss und vorkragendem Dach, an der Ecke polygonaler, jetzt abgemauerter Erker, im Kern wohl hohes Mittelalter; zugehörig Rückgebäude, dreigeschossiger langgestreckter Bau mit Stuckgliederung und Giebelrisalit, durch Arkadengang mit Vordergebäude verbunden, wohl 17./18. Jahrhundert | D-1-71-112-265          | Wohn- und Geschäftshaus, ehemaliges Beamtenwohnhaus der kurfürstlichen Regierung                    |
| Stadtplatz 55 (Standort)                                                       | Bäckerei und Wohnhaus | dreigeschossiges Satteldachbau mit Vorschussmauer, Ladeneinbau und Hauseingangstür mit Jugendstilelementen, innenliegender Lichthof mit Laubengängen in den beiden Obergeschossen, erste Hälfte 16. Jahrhundert | D-1-71-112-266 Wikidata | Bäckerei und Wohnhaus                                                                               |
| Stadtplatz 56 (Standort)                                                       | Ehemalige Lehenrößlerei, jetzt Wohn- und Geschäftshaus                                                                                          | dreigeschossiger Satteldachbau mit Vorschussmauer, Fenster und Nische mit rustizierten, genuteten Rahmungen, ebenso bei querovalen Blenden im Giebelfeld, im Kern noch 16. Jahrhundert | D-1-71-112-267 Wikidata | Ehemalige Lehenrößlerei, jetzt Wohn- und Geschäftshaus                                              |
| Stadtplatz 57 (Standort)                                                       | Bäckerei | schmaler dreigeschossiger Pultdachbau zu zwei Obergeschossachsen, im Kern wohl noch 16. Jahrhundert, Inneres durch Umbau verändert | D-1-71-112-268 Wikidata | Bäckerei                                                                                            |
| Stadtplatz 58 (Standort)                                                       | Ehemaliger Weingasthof, dann Bierwirtschaft | stattlicher viergeschossiger, giebelständiger Bau mit spätgotischem Steildach, im Kern zum Teil noch 15. Jahrhundert, Inneres durch Umbau stark verändert | D-1-71-112-269 Wikidata | Ehemaliger Weingasthof, dann Bierwirtschaft                                                         |
| Stadtplatz 59 (Standort)                                                       | Ehemalige Hauptwache, jetzt Wohnhaus | stattlicher viergeschossiger Grabendachbau mit Vorschussmauer, im Kern noch 17. Jahrhundert; Rückgebäude, ehemalige Stallung zur Hauptwache, mit böhmischem Kappengewölbe, Mitte 19. Jahrhundert | D-1-71-112-270 Wikidata | weitere Bilder                                                                                      |
| Stadtplatz 61 (Standort)                                                       | Wohnhaus, ehemaliger Weingasthof | dreigeschossiger Satteldachbau mit Vorschussmauer, Putzgliederung und profiliertem Traufgesims, schlichte Nordfassade, wohl 17. Jahrhundert | D-1-71-112-272 Wikidata | Wohnhaus, ehemaliger Weingasthof                                                                    |
| Stadtplatz 62 (Standort)                                                       | Wohn- und Geschäftshaus | dreigeschossiger Eckbau mit angesetztem Stützpfeiler und Vorschussmauer nach der Platzseite zu, kräftig profiliertes Gesims, Fensterrahmungen in phantasievollen Formen erneuert, im Kern wohl 17. Jahrhundert | D-1-71-112-355 Wikidata | Wohn- und Geschäftshaus                                                                             |
| Stadtplatz 95; Stadtplatz 96 (Standort)                                        | Ehemalige Bierbrauerei mit Gastwirtschaft, dann „Hotel Vier Jahreszeiten“, jetzt Wohnanlage                                                     | vom Vorgängerbau erhalten die Fassade im Louis-Seize Stil nach Entwurf von Hofmaurermeister Franz Anton Glonner, Burghausen, sowie der Innenhof mit dreigeschossigen Renaissancearkaden der zweiten Hälfte des 16. Jahrhunderts, Innenausbau nach Brand vom Frühjahr 1975 völlig erneuert | D-1-71-112-172 Wikidata | Ehemalige Bierbrauerei mit Gastwirtschaft, dann „Hotel Vier Jahreszeiten“, jetzt Wohnanlage         |
| Stadtplatz 97 (Standort)                                                       | Ehemaliges Palais Tauffkirchen, früheres Wohnhaus des Vicedoms                                                                                  | stattlicher dreigeschossiger Bau mit Satteldach und geschweiftem Giebel, stuckiertes Allianzwappen der Adelsfamilien von Tauffkirchen und von Lerchenfeld, Fassade mit reichem Rokokostuck, nach Brand des Vorgängerbaus weitgehend neu erbaut Mitte 18. Jahrhundert; Rückgebäude, dreigeschossiger Mansarddachbau, Erdgeschoss aus Tuffstein, mit angesetzten Stützpfeilern, wohl 18. Jahrhundert, Verbindungsbau mit zweigeschossigem verschlossenem Arkadengang | D-1-71-112-273 Wikidata | weitere Bilder                                                                                      |
| Stadtplatz 98 (Standort)                                                       | Ehemalige Hufschmiede, jetzt Wohn- und Geschäftshaus                                                                                            | dreigeschossiges Satteldachhaus mit Vorschußmauer, im Kern 16./17. Jahrhundert | D-1-71-112-274 Wikidata | Ehemalige Hufschmiede, jetzt Wohn- und Geschäftshaus                                                |
| Stadtplatz 99 (Standort)                                                       | Wohn- und Geschäftshaus | dreigeschossiger Eckbau mit Vorschussmauer, Grabendach und Putzgliederung, im Kern wohl noch 16. Jahrhundert; Schwibbogen zu Stadtplatz 100 | D-1-71-112-275 Wikidata | Wohn- und Geschäftshaus                                                                             |
| Stadtplatz 100 (Standort)                                                      | Ehemaliges Weingast- und Kaufmannshaus, jetzt Teil der Maria-Ward-Realschule                                                                    | stattliches dreigeschossiges Satteldachhaus mit Schweifgiebel, Wappenkartusche und stuckierter Barockfassade, Innenhof mit dreigeschossigen Renaissancearkaden, Schwibbogen zu Stadtplatz 99, im Kern noch zweite Hälfte 16. Jahrhundert | D-1-71-112-278 Wikidata | weitere Bilder                                                                                      |
| Stadtplatz 101 a, 101 b, 101 c (Standort)                                      | Institut der Englischen Fräulein, jetzt Maria-Ward-Realschule                                                                                   | Haus Nr. 101 a, viergeschossiger Walmdachbau, 17. Jahrhundert; Haus Nr. 101 b, viergeschossiger Bau mit eingebauter Institutskirche um einen geschlossenen Innenhof, Westfront einheitlich mit drei geschweiften Knickgiebeln gestaltet, von Johann Martin Pöllner, 1731; Haus Nr. 101 c, Institutskirche, sogenannte Schutzengelkirche, Saalbau von Johann Martin Pöllner, 1731; mit Ausstattung | D-1-71-112-279 Wikidata | weitere Bilder                                                                                      |
| Stadtplatz 105 (Standort)                                                      | Altes Kaufmannshaus, jetzt Wohn- und Geschäftshaus                                                                                              | dreigeschossiger Satteldachbau mit Vorschußmauer, im Kern Anfang 16. Jahrhundert | D-1-71-112-280 Wikidata | Altes Kaufmannshaus, jetzt Wohn- und Geschäftshaus                                                  |
| Stadtplatz 106 (Standort)                                                      | Wohn- und Geschäftshaus | dreigeschossiger, schmaler Bau mit Vorschussmauer, 17./18. Jahrhundert | D-1-71-112-281 Wikidata | Wohn- und Geschäftshaus                                                                             |
| Stadtplatz 107, 108, 109 (Standort)                                            | Ehemaliges Verwaltungszentrum des Rentamtes, später kurfürstliches Regierungsgebäude (bis 1802), dann 1878–1934 Studienseminar, jetzt Stadtsaal | stattliches viergeschossiges Grabendachhaus mit Vorschussmauer und drei dekorativen Renaissancetürmchen, im Giebelfeld stuckiertes kurbaierisches Wappen Mitte 18. Jahrhundert, Innenhof mit Brunnen und mehrgeschossigem Renaissance-Laubengang, erbaut wohl 1551, spätere Umbauten; mit Stadtplatz 107, schmaler dreigeschossiger Satteldachbau mit Vorschussmauer, Giebelfeld mit Blendrahmen und Dachfenster, 18. Jahrhundert; mit Stadtplatz 109, ehemaliger Gasthof Duschlbräu, von 1878 bis 1934 mit Stadtplatz 108 Studienseminar, jetzt „Stadtsaal-Gebäude“ mit Stadtbibliothek, dreigeschossiges Satteldachhaus mit Vorschussmauer und spätgotischem Portal mit profilierter Hausteinrahmung in Kielbogenform, offener Raum mit spätgotischem Kreuzrippengewölbe, im Kern zum Teil spätgotisch, sonst Umbauten des 20. Jahrhunderts | D-1-71-112-282 Wikidata | weitere Bilder                                                                                      |
| Stadtplatz 110 (Standort)                                                      | Ehemaliges Stadthaus verschiedener Adelsfamilien                                                                                                | dann ab der zweiten Hälfte des 18. Jahrhunderts Teil des Gasthofes Duschlbräu, jetzt Einwohnermeldeamt, viergeschossiges Satteldachhaus mit Grabendach und Vorschussmauer, barockes Portal, wohl von 1680, nach Brand unter Verwendung alter Bausubstanz 1914 wiederaufgebaut | D-1-71-112-284 Wikidata | Ehemaliges Stadthaus verschiedener Adelsfamilien                                                    |
| Stadtplatz 111 (Standort)                                                      | Ehemaliges Wachszieher- und Lebzelterhaus, jetzt Wohn- und Geschäftshaus                                                                        | viergeschossiges Satteldachhaus mit Vorschußmauer, Fensterstöcke aus Rotmarmor, bezeichnet mit dem Jahr 1550, im Kern spätgotisch, Verbindungsgang mit Renaissancearkaden im ersten und zweiten Obergeschoss, Mitte 16. Jahrhundert; Rückgebäude zur Salzachseite hin dreigeschossig mit Terrassenvorbau von 1928 | D-1-71-112-286 Wikidata | Ehemaliges Wachszieher- und Lebzelterhaus, jetzt Wohn- und Geschäftshaus                            |
| Stadtplatz 112 (Standort)                                                      | Rathaus | entstanden aus der Zusammenlegung dreier ursprünglich voneinander getrennter Hausparzellen, im Südteil Geschlechterturm im Gemäuer enthalten, einheitliche Westfassade, dreigeschossiger Walmdachbau mit Mezzanin und Mittelrisalit mit geschweiftem Barockgiebel sowie Stadtwappen, Lichthof, im Kern 14. /15. Jahrhundert, Fassade 18. Jahrhundert | D-1-71-112-287 Wikidata | weitere Bilder                                                                                      |
| Stadtplatz 115 (Standort)                                                      | Ehemaliges Landschafts- bzw. Rentamtsgebäude, jetzt Wohn- und Geschäftshaus                                                                     | dreigeschossiger Satteldachbau mit hohem Sockelgeschoss und Dreiecksgiebel, Fassade nach Entwurf des Burghauser Hof- und Stadtmaurermeisters Franz Anton Glonner d. J., erstes Viertel 19. Jahrhundert, im Kern 16./17. Jahrhundert; Rückgebäude, viergeschossiger Walmdachbau mit Putzgliederung, wohl 18. Jahrhundert | D-1-71-112-288 Wikidata | Ehemaliges Landschafts- bzw. Rentamtsgebäude, jetzt Wohn- und Geschäftshaus                         |
| Stadtplatz 116 (Standort)                                                      | Kaufmannshaus, jetzt Wohn- und Geschäftshaus | dreigeschossiges Eckhaus, Fassade im Louis-Seize-Stil nach einem Entwurf des Burghauser Hof- und Stadtmaurermeisters Franz Anton Glonner d. J., im Kern 17. Jahrhundert, Hauskapelle 18. Jahrhundert, Anbau an der Südwestecke um 1970 | D-1-71-112-289 Wikidata | Kaufmannshaus, jetzt Wohn- und Geschäftshaus                                                        |
| Thomasberg (Standort)                                                          | Gartenhäuschen im Garten der Englischen Fräulein                                                                                                | kleiner erdgeschossiger Bau von oktogonalem Grundriss, neugotische Zierformen, Ende 19. Jahrhundert | D-1-71-112-305 Wikidata | BW                                                                                                  |
| Tittmoninger Straße 6 (Standort)                                               | Ehemaliges Polizeidienstgebäude, jetzt Finanzamt                                                                                                | zweigeschossiger Walmdachbau im reduzierten Heimatstil, mit offenem Eingangsvorbau und Fresko mit der Darstellung Burghausens, bezeichnet mit dem Jahr 1928 | D-1-71-112-290 Wikidata | weitere Bilder                                                                                      |
| Tittmoninger Straße 7 a (Standort)                                             | Städtischer Friedhof | ummauertes Geviert, 1804 angelegt, westlich wegen Friedhofserweiterung und neuem Leichenhaus aufgebrochen, in der Nordwestecke kurzer Arkadengang; in der Mitte der Friedhofsanlage hohes Kreuz auf Granitsockel, von 1893; Grabstätten der Familien Barbarino, Widmaier, Baumgartner und Schanderl, Glonner-Reiser, Gruftkapelle der Englischen Fräulein, 1804 | D-1-71-112-291 Wikidata | Städtischer Friedhof                                                                                |
| Tittmoninger Straße 22 (Standort)                                              | Wohnhaus | freistehender zweigeschossiger Walmdachbau mit klassizisierender Putzgliederung und Ziergiebel an der Südseite, Ende 19. Jahrhundert | D-1-71-112-292 Wikidata | Wohnhaus                                                                                            |
| Tittmoninger Straße 24 (Standort)                                              | Gasthaus Napoleonshöhe | zweigeschossiger Bau mit vorkragendem Satteldach, Lisenengliederung und Salettl, um 1900; an der Westseite hakenförmiger Anbau, zweigeschossiger Satteldachbau, erste Hälfte 20. Jahrhundert | D-1-71-112-293 Wikidata | Gasthaus Napoleonshöhe                                                                              |
| Tittmoninger Straße 26 (Standort)                                              | Villa | freistehender dreigeschossiger Bau mit vorkragendem Satteldach und Putzgliederung, an der Süd- und Westseite schmiedeeiserne Balkone, am Giebel bezeichnet mit dem Jahr 1901; mit Einfriedung | D-1-71-112-294 Wikidata | Villa                                                                                               |
| Tittmoninger Straße 28 a (Standort)                                            | Villa Dorica | herrschaftlicher, zweigeschossiger Bau mit Mansarddach, an der Südostecke im Erd- und Obergeschoss Arkaden, bezeichnet mit dem Jahr 1897; mit parkartig angelegtem Garten | D-1-71-112-295 Wikidata | BW                                                                                                  |
| Tittmoninger Straße 30 (Standort)                                              | Hammerschmiede Strasser | zweigeschossiger Satteldachbau, rundbogiges Rotmarmorportal (bezeichnet mit dem Jahr 1763) und Türblatt mit klassizistischem Dekor (bezeichnet mit dem Jahr 1799), am Giebel bezeichnet mit dem Jahr 1465; Schleiferei, eingeschossiger Satteldachbau; kleiner Schuppen, Satteldachbau mit Holzverschalung; Hammerschmiedweiher | D-1-71-112-296 Wikidata | weitere Bilder                                                                                      |
| Unghauser Straße 1 (Standort)                                                  | Villa | zweigeschossiger historisierender Putzbau mit Zeltdachturm, Loggien, Eckerker und Schweifgiebel, erbaut 1898 | D-1-71-112-403 Wikidata | Villa                                                                                               |
| Vom Ludwigsberg zur Salzach (Standort)                                         | Stadtmauer | Nördliche Stadtmauer vom Öttinger-Torturm (vgl. Curastraße 1), den Hang hinab bis zur Salzach, am Salzachufer Reste des sogenannten „Teufelsturms“ erhalten – Südwestliche Stadtbefestigung, vom Pulverturm am Eggenberg den Abhang hinunter, mit sogenannter „Haidlturm“, südlich ehemaliger St.-Johannis-Torturm, Mauerreste am ehemaligen Lohnerbräuanwesen – Stadtbefestigung vom Pulverturm am Eggenberg nach Osten, über Changierturm zum Wöhrturm | D-1-71-112-1 Wikidata   | weitere Bilder                                                                                      |
| Wackerstraße 44 (Standort)                                                     | Einfirsthof | langgestreckter Satteldachbau mit gemauertem Erdgeschoss und Tennentor, Obergeschoss in Ständerbauweise und giebelseitig mit Bundwerk, erste Hälfte 19. Jahrhundert | D-1-71-112-297 Wikidata | Einfirsthof                                                                                         |
| Wackerstraße 53, 55, 57, 59, 61, 63, 65, 67, 69, 71, 73, 75, 77, 79 (Standort) | Teil der Werkssiedlung der Wacker-Chemie Burghausen                                                                                             | nach Plänen des Architekten A. Sckell, 1924; Wackerstraße 53–59, Mietshaus, langgestreckter, dreigeschossiger Satteldachbau mit Mittel- und Eckrisaliten, freistehend; Wackerstraße 61–67, Mietshaus, langgestreckter, dreigeschossiger Satteldachbau mit Eckrisaliten, freistehend; Wackerstraße 69–79, Mietshaus, langgestreckter, dreigeschossiger Satteldachbau mit Eckrisaliten, freistehend. Siehe auch Liebigstraße 1/3, 2/4, 5/7, 6, 8, 9/11, 10/12 und Robert-Koch-Straße 2, 4, 6 | D-1-71-112-298 Wikidata | weitere Bilder                                                                                      |
| Wöhrgasse (Standort)                                                           | Turm, sogenannter „Wöhr- oder Weinzierlturm“, auch „Wöhrtor“ genannt                                                                            | mehrgeschossiger unverputzter Tuffquaderbau mit steilem Zeltdach, an der Südseite eingemauertes Wappenrelief, im Kern spätmittelalterlich | D-1-71-112-300 Wikidata | weitere Bilder                                                                                      |
| Wöhrgasse 260 (Standort)                                                       | Ehemalige Mühle, sogenannte „Hofmühle“, jetzt Wohnhaus                                                                                          | zweigeschossiger Satteldachbau mit erneuertem Ziergiebel in barocken Formen und winkelförmigem Anbau, der sich an die mittelalterliche Festungsmauer anlehnt, im Kern wohl noch 18. Jahrhundert | D-1-71-112-299 Wikidata | Ehemalige Mühle, sogenannte „Hofmühle“, jetzt Wohnhaus                                              |
| Wöhrgasse 263 (Standort)                                                       | Wohnhaus | dreigeschossiger Satteldachbau mit dreistufigem Treppengiebel, im Kern wohl noch 18. Jahrhundert | D-1-71-112-301 Wikidata | Wohnhaus                                                                                            |
| Wöhrgasse 264 (Standort)                                                       | Wohnhaus | dreigeschossiger Satteldachbau mit fünfstufigem Treppengiebel und angesetztem Stützpfeiler, im Kern 17. Jahrhundert | D-1-71-112-302 Wikidata | Wohnhaus                                                                                            |
| Zaglau 89 (Standort)                                                           | Ehemaliges Knabenseminar St. Josef, ehemaliges Heim der Salesianer Don Boscos                                                                   | stattlicher neubarocker Walmdachbau, mit Hauskapelle, um 1890; mit Ausstattung | D-1-71-112-303 Wikidata | weitere Bilder                                                                                      |

### Marienberg
| Lage                                                  | Objekt                                                                                         | Beschreibung | Akten-Nr.               | Bild                                  |
| ----------------------------------------------------- | ---------------------------------------------------------------------------------------------- | --- | ----------------------- | ------------------------------------- |
| Flur Marienberg (Standort)                            | Steinkreuz, sogenanntes „Pestkreuz“                                                            | Sühnekreuz von 1673 | D-1-71-112-318 Wikidata | Steinkreuz, sogenanntes „Pestkreuz“   |
| Marienberg 119 1/2 (Standort)                         | Mesnerhaus, sogenanntes „Herrnstöckl“                                                          | zweigeschossiger Putzbau mit Walmdach, 1747 | D-1-71-112-319 Wikidata | Mesnerhaus, sogenanntes „Herrnstöckl“ |
| Marienberg 119 1/3 (Standort)                         | Katholische Filial- und Wallfahrtskirche Maria Königin des Rosenkranzes, ehemalige Pfarrkirche | barocker Zentralbau von großer Fernwirkung, nach Osten zwischen zwei Türmen leicht vorgewölbte Schaufassade mit Pilastern und Dreiecksgiebel, nach Westen gleichartig gegliederte Eingangsfront, davor zweiläufiger Treppenaufgang von 1792, Kirchenbau von Franz Alois Mayr 1760–64, mit Ausstattung; Friedhof mit Ummauerung und Grabstätten des 19. Jahrhunderts, darunter Familiengrabstätte der Raitenhaslacher Guts- und Brauereibesitzer Baumgartner, um 1855 | D-1-71-112-315 Wikidata | weitere Bilder                        |
| Marienberger Feld in der Flur Stadl (Standort)        | Pestkapelle                                                                                    | kleiner Satteldachbau, 19. Jahrhundert; mit Ausstattung | D-1-71-112-316 Wikidata | weitere Bilder                        |
| Marienberger Straße in der Flur Marienberg (Standort) | Ehrensäule                                                                                     | bezeichnet mit dem Jahr 1727 | D-1-71-112-317 Wikidata | weitere Bilder                        |

### Raitenhaslach
| Lage                                                           | Objekt | Beschreibung | Akten-Nr.               | Bild                                                                                                 |
| -------------------------------------------------------------- | --- | --- | ----------------------- | --- |
| In Raitenhaslach (Standort)                                    | Wasserturm | 16. Jahrhundert; östlich Pumphaus, 16. Jahrhundert; Siehe auch Eintrag „Ehemaliges Zisterzienserkloster“ | D-1-71-112-336 Wikidata | weitere Bilder                                                                                       |
| In Raitenhaslach (Standort)                                    | Felsenkeller, sogenannter „Lindenkeller“                                                                       | zweigeschossiger Schopfwalmdachbau, mit quergestellten Okuli im Giebelfeld, Erdgeschoss mit drei Kellereingängen, die Keller selbst stollenartig mit Tuffstein-Tonnengewölben in den anstehenden Hang führend, Obergeschoss mit Querdurchfahrt, bezeichnet mit dem Jahr 1734 (Wappenstein). Siehe auch Eintrag Raitenhaslach, ehemaliges Zisterzienserkloster | D-1-71-112-341 Wikidata | BW                                                                                                   |
| Raitenhaslach 1, 3, 4, 5, 6, 7, 8, 8 1/2, 9, 11, 12 (Standort) | Kloster Raitenhaslach                                                                                          | Als früheste Zisterzienserniederlassung im heutigen Oberbayern 1143 in Schützing a. d. Alz gegründet, 1146 auf die Geländeterrasse über dem linken Salzachufer verlegt. Der 1186 geweihte Kirchenbau und die schon im Mittelalter weitläufig disponierten Klostergebäude infolge von Brandschäden bis Anfang 17. Jahrhundert mehrfach wiederhergestellt. Nach Umbau der dreischiffigen, querhauslosen romanischen Basilika zur einschiffigen tonnengewölbten Wandpfeilerkirche 1694–98 und weiteren Barockisierungen (1737–43 Stuck- und Freskenausstattung, 1751/52 vorgeblendete Westfassade) kam in der zweiten Hälfte des 18. Jahrhunderts eine groß angelegte Erneuerung und Erweiterung der Klostergebäude schrittweise zur Ausführung: Die zwei Höfe umfassende „Neue Abtei“ mit dem repräsentativen Prälatenstock und dem Festsaaltrakt („Steinerner Saal“) wurde dem Kreuzganggeviert der „Alten Abtei“ westlich vorgelagert, diese selbst durch einheitlich gestaltete Neubauten ersetzt und schließlich der Süd- und Westtrakt der Klosterökonomie (Pfisterei und Bräuhaus) größtenteils neu errichtet. Obwohl die Klosteranlage durch maßlose Gebäudeabbrüche im Zuge der Säkularisation um etwa die Hälfte reduziert und durch Verlagerung des ab 1804 privatisierten Brauereibetriebs in den Kernbereich im 20. Jahrhundert weiter beeinträchtigt wurde, lässt der überkommene Gebäudebestand – zusammen mit der 1806 zur Pfarrkirche bestimmten ehemaliges Klosterkirche – Größe und Anspruch der Abtei in ihrer spätbarocken Ausformung noch klar erkennen. Die heutige Gesamtanlage umfasst den Baukomplex von Kirche und den erhalten gebliebenen Abteigebäuden mit allen Wirtschaftsgebäuden sowie dem Sudhaus-Neubau von 1908/10 (Haus Nr. 1 – 8, 8 1/2, 9), den ehemaligen Kloster- und Hirschgarten mit Ummauerungen im Osten und Süden einschließlich Wasserturm und Brunnenhaus sowie die Terrassenmauern und Substruktionen am Steilhang zur Salzach; zugehörig sind außerdem der sogenannte Felsenkeller im Nordwesten sowie das barocke Wohnhaus (Haus Nr. 12) westlich vor dem Anfang 2004 neu gestalteten ehemaliges Klosterökonomiehof | D-1-71-112-360 Wikidata | weitere Bilder                                                                                       |
| Raitenhaslach 1, 5, 6, 7, 7 a (Standort)                       | Ehemaliger Kloster- und Hirschgarten                                                                           | östlich und nördlich der Kirche; Tuffquaderummauerung, im Norden, Osten und Süden; 17./18. Jahrhundert; Ehemaliges Gärtnerhaus, zweigeschossiger Pultdachbau, an die Klostermauer angebaut, wohl 19. Jahrhundert; Ehemalige Fischerhütte, eingeschossiger Pultdachbau, wohl 19. Jahrhundert (Siehe auch Eintrag Raitenhaslach, ehemaliges Zisterzienserkloster) | D-1-71-112-340 Wikidata | BW                                                                                                   |
| Raitenhaslach 1 (Standort)                                     | Ehemalige Zisterzienserabteikirche Mariä Himmelfahrt, Pfarrkirche St. Georg                                    | bauliche Grundlage romanisch 1146–86, Ausbauten 13. Jahrhundert, Ostturm und erste Barockisierung 1694–98, weiterer barocker Umbau 1737–43, monumentale Westfassade mit Triumphbogenmotiv über der Eingangsachse 1751/52 von Maurermeister Franz Alois Mayr; mit Ausstattung. – Ehemaliger Kreuzgang, sogenannter „Kirchengang“, Nordtrakt des ehemaligen Klosterkreuzganges, 1778 auf älterer Grundlage; mit Abtsepitaphien des 14.–16. Jahrhunderts | D-1-71-112-326 Wikidata | weitere Bilder                                                                                       |
| Raitenhaslach 3 (Standort)                                     | Ostflügel des ehemaligen Konventbaus, mit Teilen des ehemaligen Klosterkreuzgangs, jetzt katholischer Pfarrhof | dreigeschossig mit gewölbtem Erdgeschoss, 1777/78 nach Plänen von Maurermeister Franz Alois Mayr, auf älterer baulicher Grundlage; mit Ausstattung. Siehe auch Eintrag Raitenhaslach, ehemaliges Zisterzienserkloster. | D-1-71-112-328 Wikidata | BW                                                                                                   |
| Raitenhaslach 4 (Standort)                                     | Südflügel des ehemaligen Konventbaus, mit Teilen des ehemaligen Klosterkreuzgangs, jetzt Grundschule           | dreigeschossig mit gewölbtem Erdgeschoss, 1778/79 nach Plänen von Maurermeister Franz Alois Mayr, auf älterer baulicher Grundlage; mit Ausstattung. Siehe auch Eintrag Raitenhaslach, ehemaliges Zisterzienserkloster. | D-1-71-112-329 Wikidata | Südflügel des ehemaligen Konventbaus, mit Teilen des ehemaligen Klosterkreuzgangs, jetzt Grundschule |
| Raitenhaslach 5, 6 (Standort)                                  | Sogenanntes „Abteistöckl“                                                                                      | zwei schmale, zwei- bzw. dreigeschossige Bauteile mit abgewalmten Dächern, in versetzter Anordnung und Gliederung dem Prälatenstock (siehe Haus Nr. 11) entsprechend, Haus Nr. 6 wird als „Baumeisterhaus“ bezeichnet, um 1765; rückseitig an Haus Nr. 5 zweigeschossiger Verbindungsbau (später „Metzgerstadl“) zur Kirche und zum ehemaligen (nach 1803 abgebrochenen) Bibliothekstrakt Siehe auch Eintrag „Ehemaliges Zisterzienserkloster“ | D-1-71-112-330 Wikidata | Sogenanntes „Abteistöckl“                                                                            |
| Raitenhaslach 7 (Standort)                                     | Wirtschaftsgebäude                                                                                             | südwestlich der Kirche, auf L-förmigem Grundriss; westlicher Teil ehemaliger Kuhstall, Erdgeschoss durchgehend dreischiffig gewölbt zu acht Jochen auf Kalksteinpfeilern, um 1830/40; östlich anschließender Teil (jetzt Garagen) Rest des ehemaligen klösterlichen Stallungstraktes, Tuffquaderbau, wohl noch 17. Jahrhundert Siehe auch Eintrag Raitenhaslach, ehemaliges Zisterzienserkloster. | D-1-71-112-332 Wikidata | BW                                                                                                   |
| Raitenhaslach 8 (Standort)                                     | Süd- und Westflügel der ehemaligen Klosterökonomie                                                             | zwei gleichartig gegliederte Satteldachtrakte auf abgewinkeltem Grundriss, Erdgeschoss größtenteils dreischiffig gewölbt, wohl nach 1772 weitgehend neu erbaut; Haus Nr. 8, mit stichbogiger Durchfahrt, unter Einbeziehung älterer Teile errichtet; südlich an Haus Nr. 8 anschließend ehemalige Mühle, zweigeschossiger Querbau mit Walmdach; Haus Nr. 8 1/2, ehemalige Bäckerei; Haus Nr. 9, ehemals mit Bräuhaus, jetzt Klostergaststätte; hofseitig am Westflügel Wappenstein, bezeichnet mit dem Jahr 1585 (wohl vom früheren, nach 1803 abgebrochenen Klostergasthaus übernommen). Siehe auch Eintrag Raitenhaslach, ehemaliges Zisterzienserkloster. | D-1-71-112-333 Wikidata | Süd- und Westflügel der ehemaligen Klosterökonomie                                                   |
| Raitenhaslach 11 (Standort)                                    | Ehemaliger Prälatenstock, sogenannter „Großer Abteistock“                                                      | stattlicher dreigeschossiger Walmdachbau mit einheitlicher Front nach Westen und zwei zurückgesetzten niedrigeren Bauteilen an den Schmalseiten, der südliche, sogenanntes „Gartenstöckl“ mit erdgeschossigem Arkadengang nach Norden zum ehemaligen Prälatengarten, 1752–64 von Maurermeister Franz Alois Mayr aus Trostberg; mit Abtskapelle von 1762 im Nordteil; mit Ausstattung; Festsaaltrakt, am Südende rechtwinklig nach Osten anschließender Trakt mit hohem, über zwei Geschosse reichendem Festsaal, sogenannter „Steinerner Saal“, 1764–66; mit Ausstattung. – Rückseitig an der Nordostecke eingefügter Sudhausbau mit Kesselhaus in barockisierenden Formen, nach Plänen von Theodor Ganzenmüller 1908–10 errichtet. Siehe auch Eintrag Raitenhaslach, ehemaliges Zisterzienserkloster. | D-1-71-112-327 Wikidata | Ehemaliger Prälatenstock, sogenannter „Großer Abteistock“                                            |
| Raitenhaslach 12 (Standort)                                    | Wohnhaus, ehemals zum Kloster gehörig, später sogenanntes „Lehrerhaus“                                         | freistehender barocker Bau mit Walmdach, zweite Hälfte 18. Jahrhundert, nordseitig wohl im 19. Jahrhundert verkürzt. Siehe auch Eintrag Raitenhaslach, ehemaliges Zisterzienserkloster. | D-1-71-112-337 Wikidata | BW                                                                                                   |

### Weitere Ortsteile
| Lage                                                                                            | Objekt | Beschreibung | Akten-Nr.               | Bild |
| ----------------------------------------------------------------------------------------------- | --- | --- | ----------------------- | --- |
| Kupferhammer 28 (Standort)                                                                      | Ehemaliger Kupferhammer des Klosters Raitenhaslach, dann Sägewerk                                                                  | Wohnhaus, zweigeschossiger Satteldachbau mit geschweiften Giebeln 18. Jahrhundert; Nebengebäude, langgestreckter zweigeschossiger Schopfwalmdachbau, 18. Jahrhundert; Generatorenhaus, frühes 20. Jahrhundert; mit technischer Ausstattung | D-1-71-112-307 Wikidata | BW |
| Laimgruben (Standort)                                                                           | Marterl | bezeichnet mit dem Jahr 1837, der Sockel davon von einer Ehrensäule von 1727 | D-1-71-112-308 Wikidata | BW |
| Laimgruben Flur Laimgruben (Standort)                                                           | Betsäule | aus Tuffstein, wohl Mitte 19. Jahrhundert | D-1-71-112-364 Wikidata | BW |
| Lehner (Standort)                                                                               | Bildstock | 19. Jahrhundert | D-1-71-112-306          | BW |
| Lehner 47 (Standort)                                                                            | Vierseithof | Bauernhaus, zweigeschossiger Satteldachbau mit Schweifgiebel und Kniestock, verputzter Ziegelbau mit Putzgliederungen, Ende 19. Jahrhundert; Ökonomiegebäude, Satteldachbauten, teilweise mit Sichtmauerwerk, wohl Ende 19. Jahrhundert; freistehender zweigeschossiger Walmdachbau mit Gauben | D-1-71-112-309 Wikidata | BW |
| Lehner 47 (Standort)                                                                            | Feldkreuz | gusseisernes Kreuz auf einem ehemaligen Grenzstein aus Rotmarmor, 18. und 19. Jahrhundert | D-1-71-112-310 Wikidata | BW |
| Lindach 35 (Standort)                                                                           | Ehemaliger Meiereihof des Zisterzienserklosters Raitenhaslach                                                                      | Wohnhaus, zweigeschossiger Walmdachbau mit profiliertem Traufgesims, 18. Jahrhundert; Ökonomiegebäude, zweigeschossige Walmdachbauten mit profiliertem Traufgesims, Nordseite unverputzter Tuffstein, 18. Jahrhundert; Stadel mit eingebautem Getreidekasten, zweite Hälfte 19. Jahrhundert; Zuhäusl, zweigeschossiger Walmdachbau, um 1900; Hofkapelle, 20. Jahrhundert                                                                     | D-1-71-112-311 Wikidata | BW |
| Lindach Flur Lindach (Standort)                                                                 | Wegkapelle, sog. Frankenberger-Kapelle                                                                                             | bezeichnet mit dem Jahr 1852 | D-1-71-112-312 Wikidata | BW |
| Lindach Kapellenfeld (westlich des Ortes, beim Eintritt der Bahnstrecke in den Wald) (Standort) | Bildstock, sog. Hieringer Bildstock                                                                                                | Mitte 19. Jahrhundert | D-1-71-112-313 Wikidata | [[Vorlage:Bilderwunsch/code!/C:48.1588,12.79116!/D:Kapellenfeld (westlich des Ortes, beim Eintritt der Bahnstrecke in den Wald), Bildstock, sog. Hieringer Bildstock!/\|BW]] |
| Moosbrunn 24 (Standort)                                                                         | Ehemaliges Kleinhaus | zweigeschossiger Blockbau mit traufseitigen Lauben, im Kern 17./18. Jahrhundert | D-1-71-112-320 Wikidata | BW |
| Neuhaus 102 1/2 (Standort)                                                                      | Ehemaliges Bauernhaus | mit Salzburger Halbwalmdach und zweieinhalb Geschossen, Gurtgesims und geohrten Fensterumrahmungen, wohl nach Mitte 19. Jahrhundert | D-1-71-112-322 Wikidata | BW |
| Oberhadermark 95 (Standort)                                                                     | Ehemaliges Kleinbauernhaus, sogenanntes Schuster- oder Metzgergütl                                                                 | Wohnteil zweigeschossiger Blockbau, Eckfletz-Typ, mit Flachsatteldach und Traufseitlaube, um 1700, um 1994/96 renoviert und durch profilgleichen Neubauteil anstelle des ehemaligen Wirtschaftsteils ergänzt | D-1-71-112-359 Wikidata | BW |
| Papiermühle 22 1/2 (Standort)                                                                   | Ehemaliges Kraftwerk Marienberg | Maschinenhaus mit Wärterwohnung, zweigeschossiger verputzter Satteldachbau mit Stichbogenöffnungen und Pultdachanbau, als Ersatz eines kleineren Vorgängerbaus von 1892 zur Stromversorgung der Stadt Burghausen 1897/98 neu erbaut; mit technischer Ausstattung von 1911 und 1925/26 | D-1-71-112-344 Wikidata | weitere Bilder |
| Pfram 116 (Standort)                                                                            | Vierseithof | Bauernhaus, zweigeschossiger Wohnstallbau aus Brockenmauerwerk, mit Hochlaube und Giebelfresko, Stallgewölbe und Traufbundwerk, um 1830/45; Nordflügel Stallstadel mit hofseitigem Bundwerk und Stallgewölbe; Südflügel große, gemauerte „Hütt’n“ mit Durchfahrt; Westflügel, Stadel; gleichzeitig | D-1-71-112-324 Wikidata | BW |
| Pritzl 102 (Standort)                                                                           | Ehemaliges Bauernhaus, jetzt Gasthaus                                                                                              | Einfirsthof mit Satteldach, größtenteils unverputzter Mischmauerwerksbau, bezeichnet mit dem Jahr 1856; westlich kleiner Anbau und Einfriedung | D-1-71-112-325 Wikidata | BW |
| Sägmeister 29 (Standort)                                                                        | Ehemalige Säg- und Kunstmühle „Beim Sägmeister“ (Weißmühle)                                                                        | drei- bzw. viergeschossiger verputzter Satteldachbau mit hohem talseitigem Schweifgiebel in barocken Formen, Salettlanbau und Mühlrad, 1928 über baulicher Grundlage des 16. Jahrhunderts neu errichtet; ehemaliges Wirtschaftsgebäude, parallel zum Hauptbau, mit Verbindungsgang zum Haupthaus, Tuffquadersockel, zweite Hälfte 19. Jahrhundert; Remise, Satteldachbau in Ständerbauweise mit gemauertem Erdgeschoss, wohl 19. Jahrhundert | D-1-71-112-358 Wikidata | Ehemalige Säg- und Kunstmühle „Beim Sägmeister“ (Weißmühle) |
| Silmoning Silmoninger Feld (nordwestlich des Weilers an der Bahnstrecke) (Standort)             | Wegkapelle, sog. Spielmann-Kapelle                                                                                                 | bezeichnet mit dem Jahr 1852 | D-1-71-112-345 Wikidata | [[Vorlage:Bilderwunsch/code!/C:48.14901,12.78483!/D:Silmoninger Feld (nordwestlich des Weilers an der Bahnstrecke), Wegkapelle, sog. Spielmann-Kapelle!/\|BW]]               |
| Stacherl 31 (Standort)                                                                          | Ehrensäule | von 1727 | D-1-71-112-346 Wikidata | BW |
| Stadl 133 (Standort)                                                                            | Bundwerkstadel des Vierseithofes „Kaiser“                                                                                          | giebelseitig bezeichnet mit dem Jahr 1858 | D-1-71-112-347 Wikidata | BW |
| Trutzhof Salzachstraße 22 (Standort)                                                            | Ehemalige Papiermühle des Klosters Raitenhaslach, später Kunstmühle, 1919 Künstlersitz von Richard Strebel, sogenannter „Trutzhof“ | stattlicher zweigeschossiger Mansard-Walmdachbau mit gartenseitig angebautem Halbrundturm, Kernbau wohl Anfang 17. Jahrhundert, um 1800/02 klassizistisch überformt, nach 1970 um zwei Fensterachsen nach Norden erweitert | D-1-71-112-348 Wikidata | Ehemalige Papiermühle des Klosters Raitenhaslach, später Kunstmühle, 1919 Künstlersitz von Richard Strebel, sogenannter „Trutzhof“                                           |
| Unterhadermark (Standort)                                                                       | Bildstock | aus Tuffstein, mit geschweiftem Schaft, wohl zweite Hälfte 18. Jahrhundert | D-1-71-112-351 Wikidata | BW |
| Unterhadermark (Standort)                                                                       | Bildstock | gemauert, mit Gitter, bezeichnet mit dem Jahr 1843 | D-1-71-112-350 Wikidata | BW |
| Unterhadermark 88 (Standort)                                                                    | Bauernhaus | Einfirsthof mit verschindeltem Blockbau-Obergeschoss und traufseitigem Schrot, erste Hälfte 19. Jahrhundert | D-1-71-112-349 Wikidata | BW |
| Unterhadermark Flur Unterhadermark (Standort)                                                   | Wegkapelle | neugotisch, 1890; mit Ausstattung | D-1-71-112-342 Wikidata | BW |

## Ehemalige Baudenkmäler
In diesem Abschnitt sind Objekte aufgeführt, die früher einmal in der Denkmalliste eingetragen waren, jetzt aber nicht mehr. Objekte, die in anderem Zusammenhang – also z. B. als Teil eines Baudenkmals – weiter eingetragen sind, sollen hier nicht aufgeführt werden. Aktennummern in diesem Abschnitt sind ehemalige, jetzt nicht mehr gültige Aktennummern.

| Lage                                        | Objekt                                                                     | Beschreibung | Akten-Nr.               | Bild                                                                       |
| ------------------------------------------- | -------------------------------------------------------------------------- | --- | ----------------------- | -------------------------------------------------------------------------- |
| Burghausen Kanzelmüllerstraße 92 (Standort) | Ehemaliges Badhaus des Zisterzienserklosters Raitenhaslach, jetzt Wohnhaus | dreigeschossiges Eckhaus in Traufstellung, Satteldach, im Kern noch 16./17. Jahrhundert                                      | D-1-71-112-169 Wikidata | Ehemaliges Badhaus des Zisterzienserklosters Raitenhaslach, jetzt Wohnhaus |
| Burghausen Mautnerstraße 258 (Standort)     | Wohnhaus                                                                   | dreigeschossiger Walmdachbau, Erdgeschosszone mit Rustizierung, zweite Hälfte 19. Jahrhundert; mit Vorgarten und Einfriedung | D-1-71-112-195 Wikidata | Wohnhaus                                                                   |